# マイアミ都市圏
マイアミ都市圏（マイアミとしけん、英: Miami metropolitan area、または南フロリダ都市圏）は、アメリカ合衆国フロリダ州にある、国内第8位、フロリダ州では第1位の大都市圏である。マイアミ市とその他近くの都市で構成されている。アメリカ合衆国行政管理予算局はマイアミ・フォートローダーデール・ウェストパームビーチ大都市圏と指定しており、アメリカ合衆国国勢調査局などの団体が統計目的に利用している。その定義では、マイアミ・デイド郡、ブロワード郡、パームビーチ郡で構成されており、これらはフロリダ州でも人口の上位3郡である。主要都市として、マイアミ、フォートローダーデール、ポンパノビーチ、ウェストパームビーチ、ボカラトン各市が入っている。地元では3郡地域とも呼ばれる。
2014年時点で都市圏推計人口は 5,929,819 人となっており、アメリカ合衆国南東部では、ワシントン大都市圏に次いで第2位の都市圏となっている。南フロリダ地域との関わりがある他に、「ゴールドコースト」と集合的に呼ばれる地域とほぼ同義語でもある。
南フロリダの人口のほとんどが大西洋とエバーグレーズの間の帯状地に居住しているため、マイアミの都市化地域（すなわち、都市開発と一体の地域）は南北に全長約110マイル (180 km)、東西の幅は20マイル (32 km) を超えることは無く、一部では僅か5マイル (8 km) しかない。ニューヨーク都市圏を除けば、アメリカ合衆国の都市圏で最も長い都市圏となっている。2000年の国勢調査では人口密度でも全米第8位の都市圏だった。
2000年の国勢調査時点で、都市圏の面積は1,116平方マイル (2,890 km2)、人口 4,919,036 人、人口密度 4,407.4 人/平方マイル (1,701.7 人/km2) だった。人口第1位のマイアミ市と人口第2位のハイアリア市の人口密度が10,000 人/平方マイル (3,800 人/km2) を超えている。
マイアミ都市圏には2000年国勢調査による都市クラスター（人口5万人未満の都会化された町）も幾つか含まれているが、それらはマイアミ都市化地域には入っていない。ベルグレード市のクラスターは人口 24,218 人、面積 20,717,433 平方メートル、人口密度 3,027.6 人/平方マイルだった。同様にキービスケイン（ビレッジ）のクラスターは人口 10,513 人、面積 4,924,214 平方メートル、人口密度 5,529.5 人/平方マイル、レッドランド（未編入領域）のクラスターは人口 3,936 人、面積 10,586,212 平方メートル、人口密度 963.0 人/平方マイル、ウェストジュピター（町）のクラスターは人口 8,998 人、面積 24,737,176 平方メートル、人口密度 942.1 人/平方マイルとなっている。
2006年、都市圏人口の推計値は 5,463,857 人であり、その内 1,671,398 人が未編入領域に住んでいた。都市圏人口が 4,919,036 人で、544,821 人のみが都市圏外に住んでいることを考慮すると、少なくとも1,126,577 人が都市化された未編入領域に住んでいるが、その実数はもっと大きい可能性が強いということである。

## 都市圏の区分

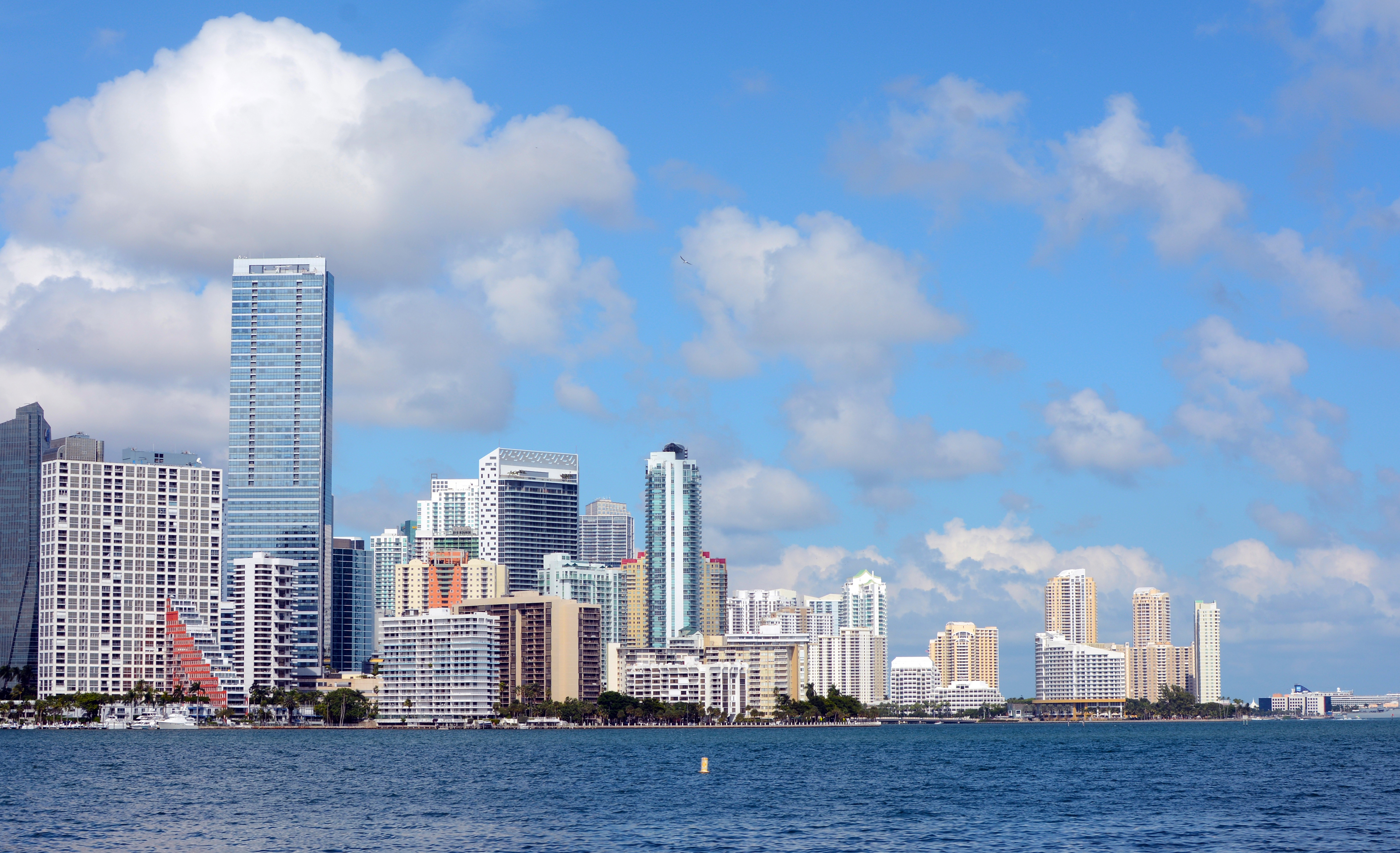
マイアミ市

マイアミ都市圏には3つの区分がある。これは都市圏を構成する3つの郡、すなわちマイアミ・デイド郡、ブロワード郡、パームビーチ郡で分けられている。
| マイアミ都市圏の区分                                                        | 2000年の人口（人） | 2010年の人口（人） | 2014年の人口（人） | 2010年から2014年の増減率 (%) |
| --------------------------------------------------------------------------- | ------------------ | ------------------ | ------------------ | ---------------------------- |
| マイアミ—マイアミビーチ—ケンドール (マイアミ・デイド郡)                     | 2,253,362          | 2,496,435          | 2,662,874          | +6.67%                       |
| フォートローダーデール—ポンパノビーチ—ディアフィールドビーチ (ブロワード郡) | 1,623,018          | 1,748,066          | 1,869,235          | +6.93%                       |
| ウェストパームビーチ—ボカラトン—ボイントンビーチ (パームビーチ郡)           | 1,131,184          | 1,320,134          | 1,297,710          | +5.88%                       |
|                                                                             | 5,007,564          | 5,564,635          | 5,929,819          | +6.56%                       |

## 都市

### 大都市

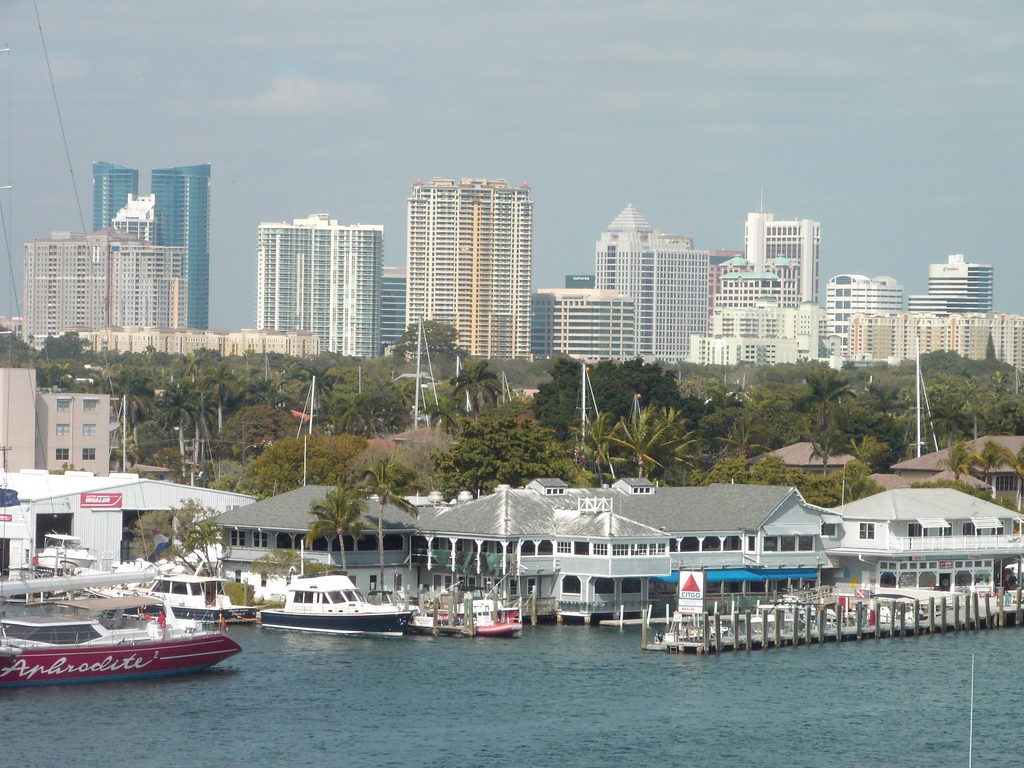
フォートローダーデール

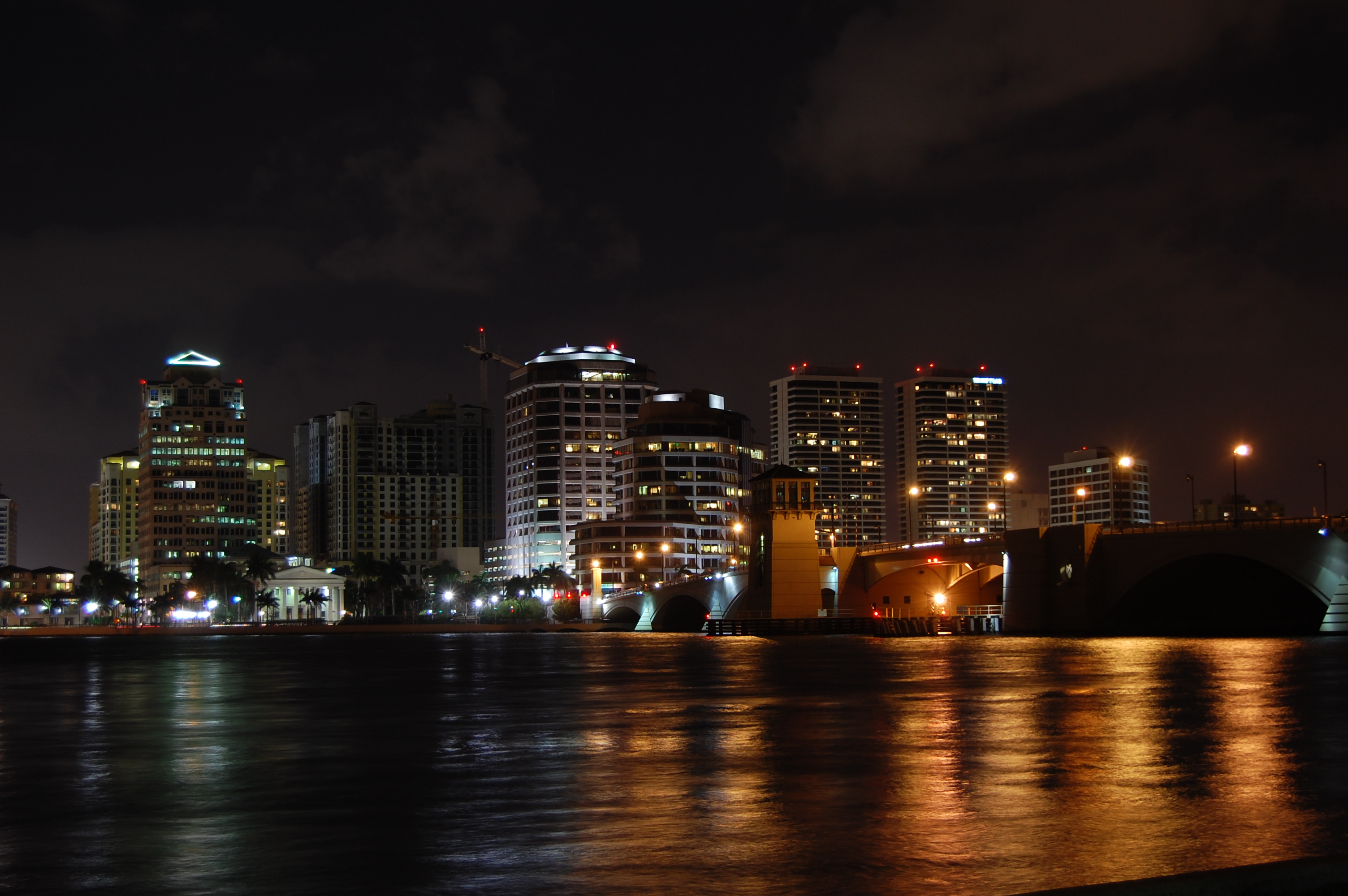
ウェストパームビーチ

下表はマイアミ都市圏の10万人以上の都市であり、人口順に並べる。
| 順位 | 都市                   | 郡                 | 2000年の人口（人） | 2010年の人口（人） | 2014年の人口（人） | 2010年から2014年の増減率 (%) |
| ---- | ---------------------- | ------------------ | ------------------ | ------------------ | ------------------ | ---------------------------- |
| 1    | マイアミ               | マイアミ・デイド郡 | 362,470            | 399,457            | 430,332            | +7.73%                       |
| 2    | ハイアリア             | マイアミ・デイド郡 | 226,419            | 224,669            | 235,563            | +4.85%                       |
| 3    | フォートローダーデール | ブロワード郡       | 152,397            | 165,521            | 176,013            | +6.34%                       |
| 4    | ペンブロークパインズ   | ブロワード郡       | 137,427            | 154,750            | 164,646            | +6.39%                       |
| 5    | ハリウッド             | ブロワード郡       | 139,357            | 140,768            | 148,047            | +5.17%                       |
| 6    | ミラマー               | ブロワード郡       | 72,739             | 122,041            | 134,989            | +10.61%                      |
| 7    | コーラルスプリングス   | ブロワード郡       | 117,549            | 121,096            | 127,952            | +5.66%                       |
| 8    | マイアミガーデンズ     | マイアミ・デイド郡 | 100,758            | 107,167            | 112,265            | +4.76%                       |
| 9    | ポンパノビーチ         | ブロワード郡       | 78,191             | 99,845             | 106,105            | +6.27%                       |
| 10   | ウェストパームビーチ   | パームビーチ郡     | 82,103             | 99,919             | 104,031            | +4.12%                       |
| 11   | デイビー               | ブロワード郡       | 75,720             | 91,922             | 98,895             | +7.59%                       |

### 人口1万人から10万人までの市町村
| - アベンチュラ - ベルグレード - ボカデルマー - ボカラトン - ボイントンビーチ - ブラウンズビル - ココナッツクリーク - クーパーシティ - コーラルゲーブルス - コーラルテラス - カントリークラブ - カントリーウォーク - カトラーベイ - ダニアビーチ - ディアフィールドビーチ - デルレイビーチ - ドラル - フロリダシティ - フォンテーヌブロー - グレイドビュー - グレンバーハイツ | - グールズ - グリーンエーカーズ - ハランデールビーチ - ハンプトンズ・アット・ボカラトン - ハイアリアガーデンズ - ホームステッド - アイブスエステイツ - ジュピター - ケンドールレイクス - ケンドールウェスト - ケンドール - キービスケイン - キングスポイント - レイクワースコリダー - レイクワース - ローダーデールレイクス - ローダーヒル - レジャーシティ - ライトハウスポイント - マーゲイト - マイアミビーチ - マイアミレイクス | - マイアミショアーズ - マイアミスプリングス - ノースローダーデール - ノースマイアミビーチ - ノース・マイアミ - ノースパームビーチ - オークランドパーク - オージャス - オリンピアハイツ - オーパ・ロッカ - パームビーチガーデンズ - パームビーチ - パームスプリングス - パルメットベイ - パルメットエステイツ - パークランド - パインクレスト - パインウッド - プランテーション - プリンストン - リッチモンドウェスト | - リビエラビーチ - ロイヤルパームビーチ - サンダルフットコーブ - サウスマイアミハイツ - サウスマイアミ - サニーアイルズビーチ - サンライズ - サンセット - スウィートウォーター - タマラック - タミアミ - ザ・クロッシングス - ザ・ハンモックス - ユニバーシティパーク - ウェリントン - ウェストリトルリバー - ウェストパーク - ウェストチェスター - ウェストン - ウェストウッドレイクス - ウィルトンマナーズ |

### 人口1万人未満の市町村
| - アトランティス - バルハーバー - ベイハーバーアイランズ - ベルグレードキャンプ - ビスケインパーク - ボカポイント - ブールバードガーデンズ - ブリニーブリージズ - ブロードビューパーク - キャナルポイント - センチュリービレッジ - サイプレスレイク - デューンズロード - エルポータル - フィッシャーアイランド - フランクリンパーク - フレムドビレッジ・パジェットアイランド - グレンリッジ | - ゴールデンビーチ - ゴールデンレイクス - ゴルフ - ガルフストリーム - ガンクラブエステイツ - ヘイブリル - ハイポイント - ハイランドビーチ - ヒルスボロビーチ - ヒルスボロパインズ - ホームステッドベイス - ハイポラクソ - インディアンクリーク - アイランディア - ジュノービーチ - ジュノーリッジ - ジュピターインレットコロニー - レイクベルビディアエステイツ - レイククラークショアーズ | - レイクハーバー - レイクパーク - レイクサイドグリーン - ランタナ - ローダーデール・バイ・ザ・シー - レイジーレイク - ライムストーンクリーク - マナラパン - マンゴニアパーク - メドリー - ミッションベイ - ナランジャ - ノースベイビレッジ - オーシャンリッジ - パホキー - パームビーチショアーズ - パームスプリングスノース - ペンブロークパーク - プランテーションモバイルホームパーク - リッチモンドハイツ | - ルーズベルトガーデンズ - ロイヤルパームエステイツ - ショールサークル - シーランチレイクス - セミノールマナー - サウスベイ - サウスパームビーチ - サウスウェストランチズ - ステイシーストリート - サーフサイド - テケスタ - スリーレイクス - ビレッジズ・オブ・オリオール - バージニアガーデンズ - ワシントンパーク - ウェストマイアミ - ウェストパーリン - ウェストビュー - ウィスパーウォーク |

## 人口動態

### 人口

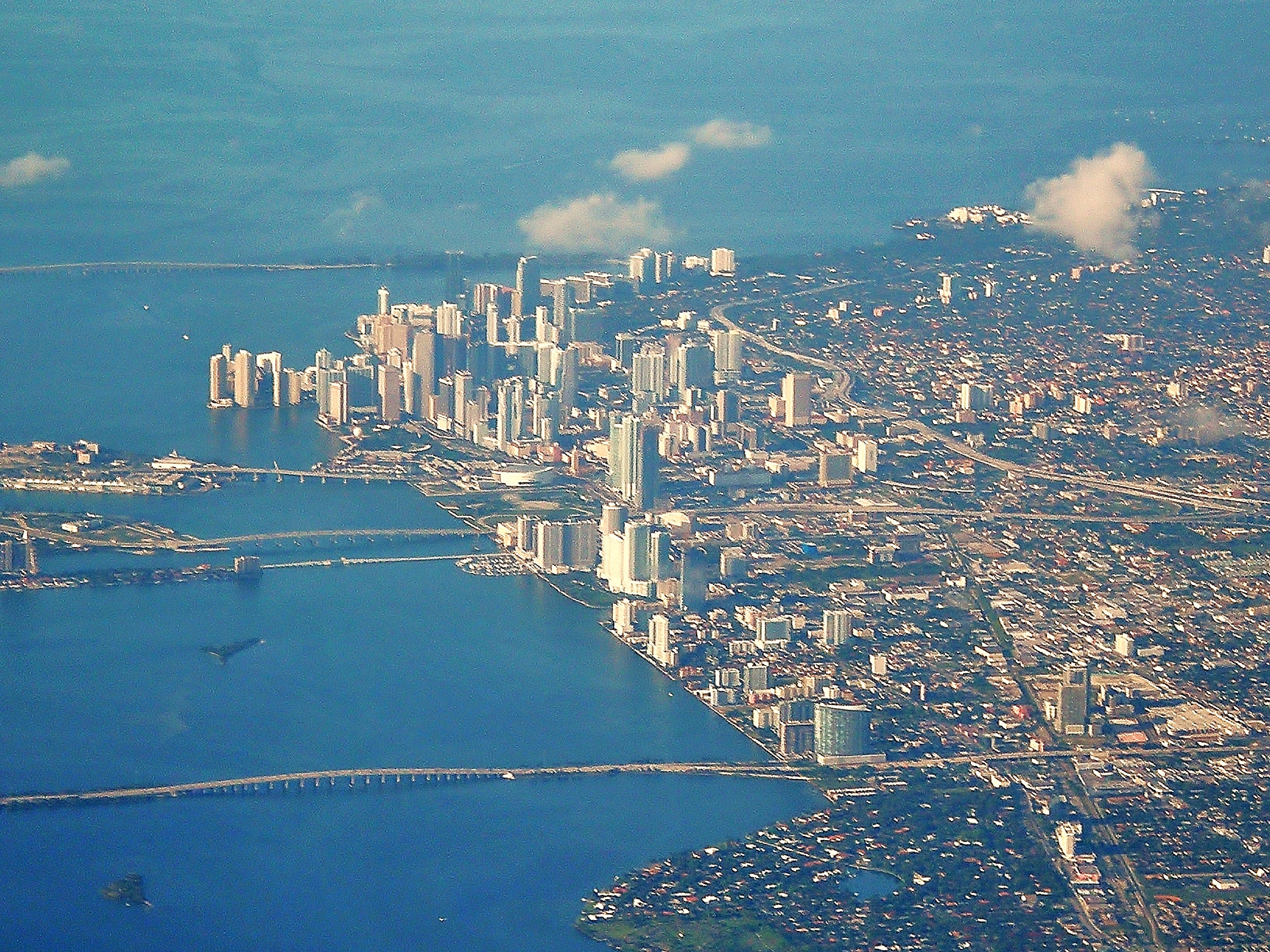
マイアミ中心街

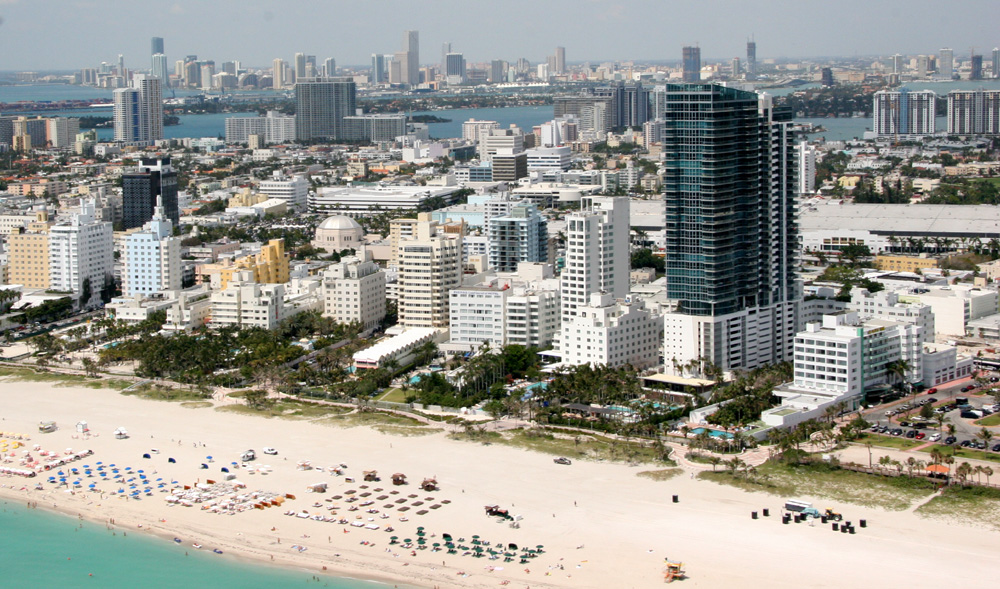
マイアミビーチ

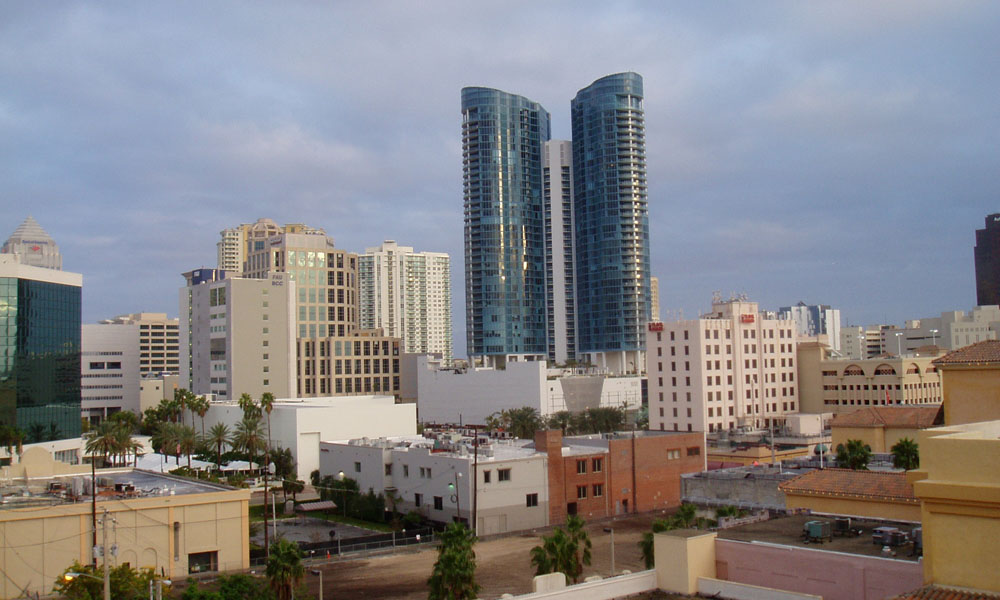
フォートローダーデール

ウェストパームビーチ

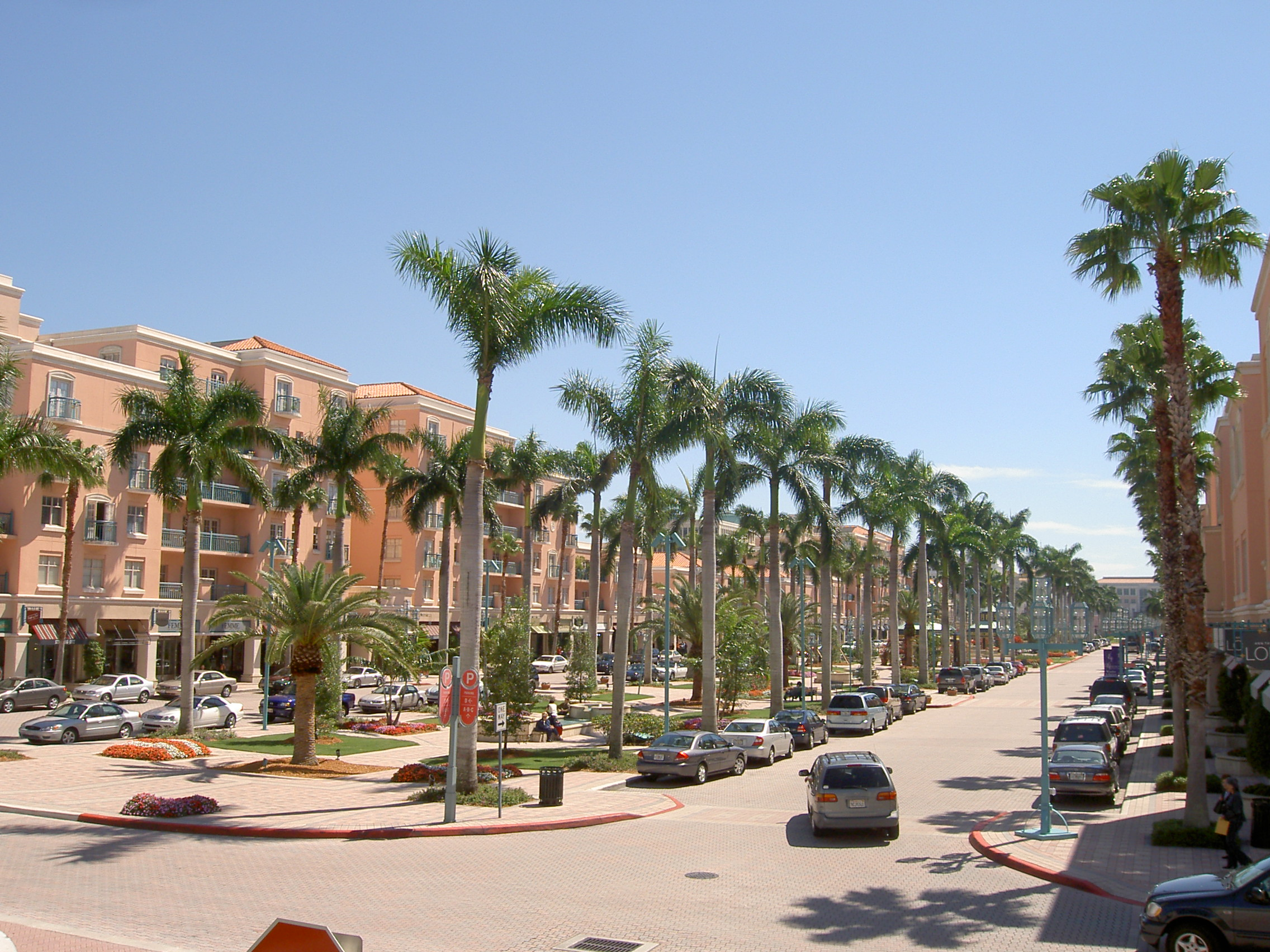
ボカラトン

マイアミ都市圏はラテンアメリカやカリブ海に近いこともあって、外国生まれの住人が特に多い大変多様化された町である。
また元はアメリカ合衆国北東部にいて、冬に南国に避寒してスノーバードと言われていた者が住人になっているのも大きな構成要素である。アメリカだけでなく、数こそ少ないがカナダなどの寒い国から移って来た者もいる。
政治的にみると、マイアミ都市圏は民主党の支持が強い。ブロワード郡は州内でも2番目に民主党支持率の高い郡であり、その上にはガズデン郡が来るのみである。パームビーチ郡もブロワード郡と同様に民主党支持が強く、特にユダヤ人社会がその傾向がある。一方、フロリダ州の他の地域は南部の政治に従う傾向にあり、共和党を支持している。これにも例外があり、南部文化がそれほど影響を持たない所は共和党支持というわけでもない。マイアミ・デイド郡はヒスパニック系住人が多数派であり、共和党に投票するのは、フィデル・カストロの共産党支配から逃れてアメリカ合衆国に渡って来たキューバ系アメリカ人の古い世代が多くを占めている。しかし、マイアミ・デイド郡はフロリダ州の他の郡に比べれば民主党が強いままである。
2005年アメリカン・コミュニティ・サーベイに拠ると、マイアミ都市圏に 5,334,685 人が住んでいた。
2000年国勢調査の時点で人口の10.2%がユダヤ系だった。イスラム系住民も70,000人とかなりの数に上る。
人口: 2010年国勢調査時点で総人口 5,564,635 人だった。その52%、280万人が女性、48%が男性だった。年齢の中央値は38.6歳、人口の24%が18歳以下、15%が65歳以上だった。世帯数は 2,097,626 世帯、家族数は 1,378,108 家族だった。
人種構成: 

2010年時点でマイアミ都市圏の人種構成は以下の通りである。
- 白人: 70.3% [3,914,239人]
  - ヒスパニック系白人: 35.2% [1,976,300人]
  - 非ヒスパニック白人: 34.8% [1,937,939人]
- アフリカン・アメリカン（多くはカリブ海の出身）: 21% [1,075,174人]
- ネイティブ・アメリカン: 0.3% [16,108人]
- アジア人: 2.3% [125,564人]; (インド系: 0.7%、中国系: 0.5%、フィリピン系: 0.3%、ベトナム系: 0.2%、韓国系: 0.1%、日系:  0.1%、その他アジア系: 0.4%）
- 太平洋諸島系: 0.0% [2,356人]
- その他の人種: 3.5% [197,183人]
- 混血: 2.5% [140,000人]
- ヒスパニック・ラテン系: 41.6% [2,312,929人]

### 中国系アメリカ人
2000年国勢調査時点で、ブロワード郡、マイアミ・デイド郡、パームビーチ郡には中国系住民が21,663人居た。同年デイビー市には537人の中国系が住んでいた。デイビーのパインアイランド公園多目的会館では中国語講座が開かれ、6歳から16歳の生徒を教えた。年間2回の講座があり、1回は13週間である。2005年では生徒130人が受講し、この都市圏では最大の中国語教育プログラムとなった。

## 言語と母国
言語と母国: 2005年にマイアミ都市圏に住む人々の中で、63%がアメリカ合衆国国内の生まれ（フロリダ州の生まれは30%）、37%が外国生まれだった。5歳以上の住民の中で52%が家庭で英語を話し、48%が他の言語を話している。その中で78%がスペイン語、22%がハイチ・クレオール語などだが、フランス語、ドイツ語、ヘブライ語、イタリア語、ポルトガル語、ロシア語、イディッシュ語も話されている。
地理的移動性: 2005年に1歳以上の住民の83%はその1年前も同じ所に住んでいた。12%は同じ郡内で移転しており、2%はフロリダ州の別の郡から移動し、2%が別の州から、1%が外国から移転して来ていた。
世帯と家庭: マイアミ都市圏の世帯数は 2,338,450世帯、1世帯当たり2.6人が住んでいた。家庭は世帯の65%だった。この数字には結婚・同居している夫婦 45%、それ以外20%が含まれている。非家族世帯は世帯総数の35%だった。非家族世帯の大半が1人暮らしだった。世帯主に関係ある者がいない世帯も幾らかあった。

### マイアミ方言
マイアミ・デイド郡やブロワード郡とその周辺では、一般に「マイアミ方言」と呼ばれる特徴ある方言が広く話されている。この方言はキューバ系アメリカ人などヒスパニック系の第2、第3世代の、最初に覚えた言語が英語だった者の間で広がった（マイアミ・デイド郡で生まれ育った非ヒスパニック白人、黒人、その他の人種がこうなる可能性が強い）。標準的なアメリカ人の発音にかなり近いが、大西洋岸中部の同様な方言に近い変化がある（特にニューヨーク地域方言、北ニュージャージー英語、ニューヨーク・ラテン英語）。バージニア州のピードモント地域、アメリカ合衆国南部海岸部、アメリカ合衆国北東部方言やフロリダ・クラッカー方言とは異なり、「マイアミ方言」は「r音方言」である。スペイン語のリズムと発音にも強く影響されている（リズムは音節拍のものである）。
しかしこれは英語を母語とする者の方言であり、英語を習った者あるいは中間言語の話者からのものではない。「マイアミ方言」が概して次のような特徴を示さない第2言語の話者が話す中間言語から変化してきた可能性はある。最初の子音群の前には /ɛ/ の追加が無い。話者は /dʒ/ と /j/ の音を混同しない（例えば、Yale と jail）。また /r/ と /rr/ は、スペイン語の歯茎はじき音 [[ɾ]] あるいは歯茎ふるえ音 [r] ではなく、歯茎接近音 [[ɹ]]で発音される。

### 職業、収入、産業

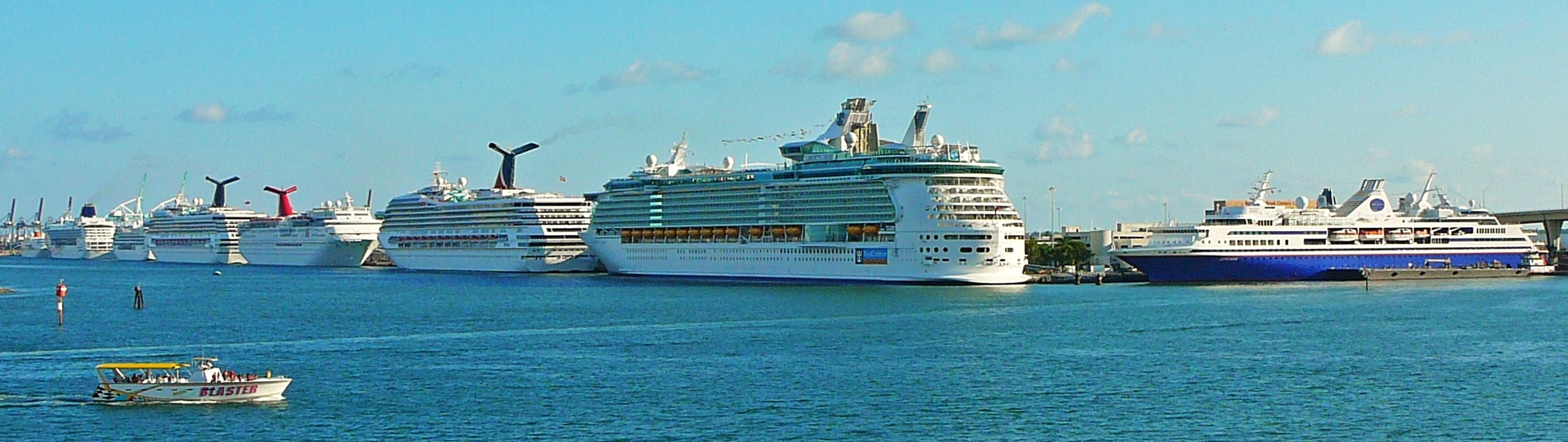
マイアミ港、クルーズ船の寄港数では世界一

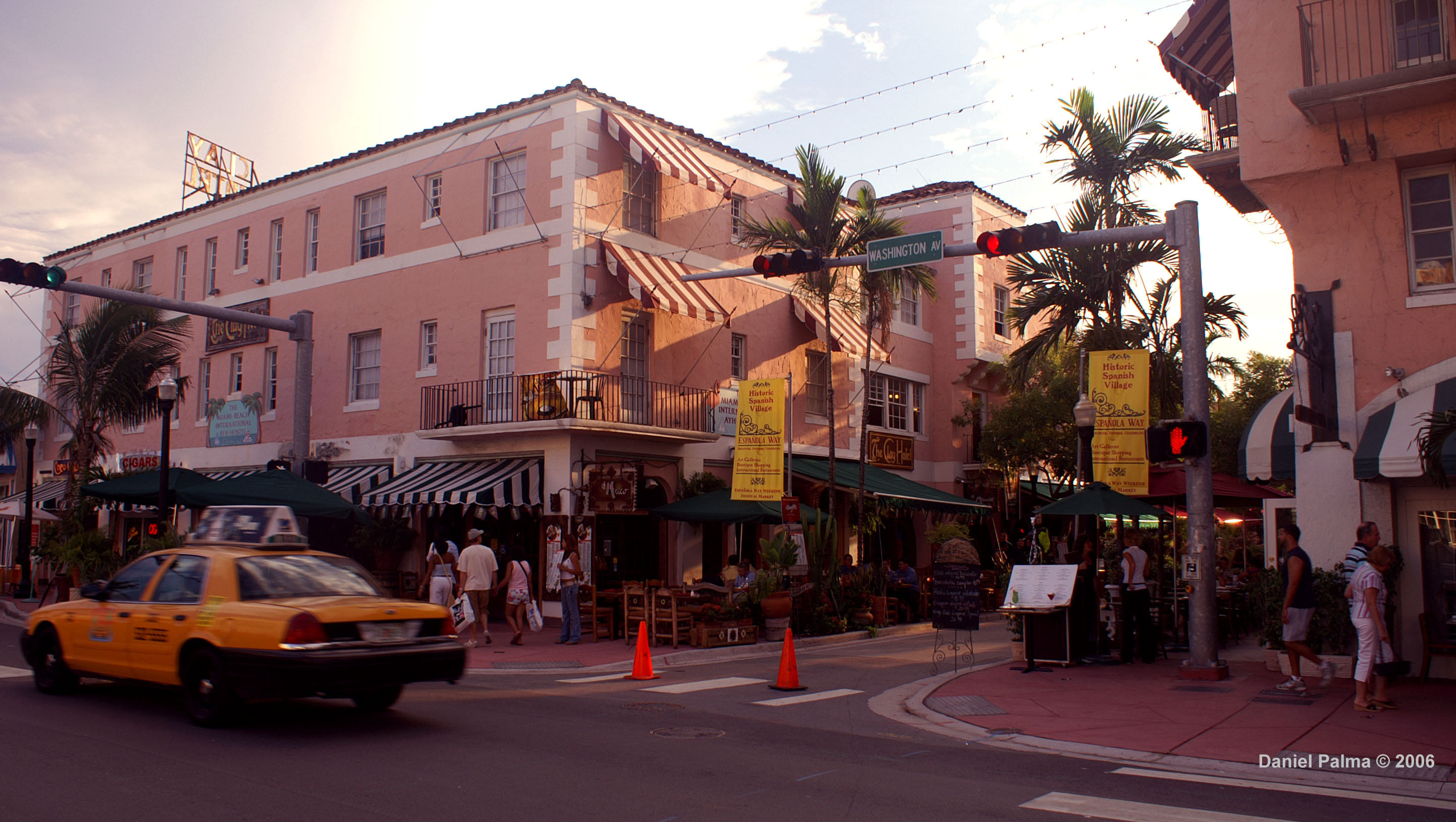
サウスビーチ

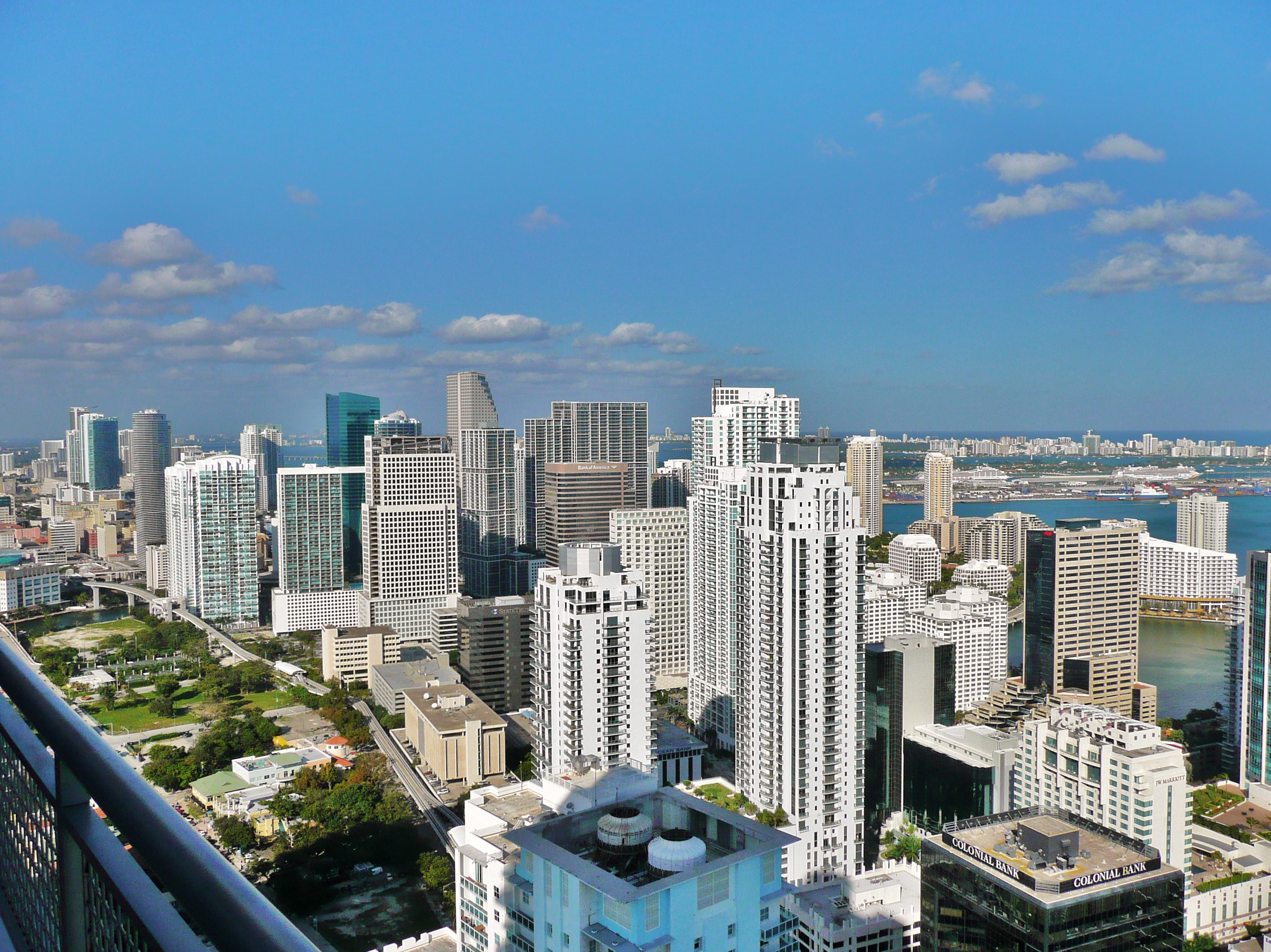
マイアミ中心街のブリッケル地区、アメリカ合衆国でも最大の国際銀行の集中がある

職業と雇用主: 普通にある職業の中で、32％は、経営管理専門職と関連業務である、30%は販売と事務職、18%はサービス業、11%は建設、保守、修繕業、9%が製造、交通、物流業である。雇用されている人々の81%は民間企業に務める給与労働者である。12%は連邦政府、州政府、地方政府の労働者であり、7%が自営の非法人企業で働くものである。
収入: 世帯当たり収入の中央値は43,091米ドルである。世帯の78%は給与を得ており、13%は社会保障以外の年金を受け取っている。世帯の30%は社会保障を受け取っている。社会保障からの平均収入は13ドルである。この収入源は相互に排他的ではない。すなわち、世帯は1つ以上の収入源から収入を得ている。
産業: 2005年、16歳以上の雇用されている人口に対して、基幹産業は教育サービス、医療と社会の補助であり、18%となっている。専門職、科学者、経営管理者、管理サービスと廃棄物管理サービスが13%となっている。
職場への通勤: 2005年時点で、労働者の79%は1人で車を運転して仕事場に通勤している。10%がカープールを利用し、4%が公共交通機関を、4%が他の交通手段を利用している。3%は自宅で仕事をしている。職場までの平均通勤時間は28.5分となっている。
貧困と政府プログラムへの参加: 2005年、人口の14%が貧困状態にある。18歳未満の子供19%が貧困線以下にあり、65歳以上では14%である。家族数の11%が貧困線以下であり、女性が世帯主の家族では26%が貧困線以下にある。

### 住宅事情と費用
地域での住宅価格の変化はS&Pケース・シラー住宅価格指数を使って定期的に追跡されている。この統計はスタンダード&プアーズが出版しており、同社による住宅不動産市場の価値について10都市の要素指数の一部でもある。
住宅事情: 2005年時点で都市圏に230万戸の住宅があった。そのうち13%が空室だった。全戸の中で52%が一戸建て、45%集合住宅、3%がモバイル住宅だった。25%は1990年以降の建設だった。
入居済み家屋の特性: 2005年時点で200万戸の住宅が入居済みであり、そのうち130万戸、66%はその所有者が入居、688,000戸、34%は借家人の入居だった。
住宅費: 2010年、マイアミ都市圏で住宅に掛かる費用は世帯収入の40%だった。これは全国平均の34%に比べて高い。
資産税の増加: 2009年3月、地域の議会は資産税の5ないし10%増を承認し、新しい学校の建設や、職員不足の学校および教育機関の資金に充てることとした。住民には2009年課税年度から資産税が増額されることとなった。

## 教育

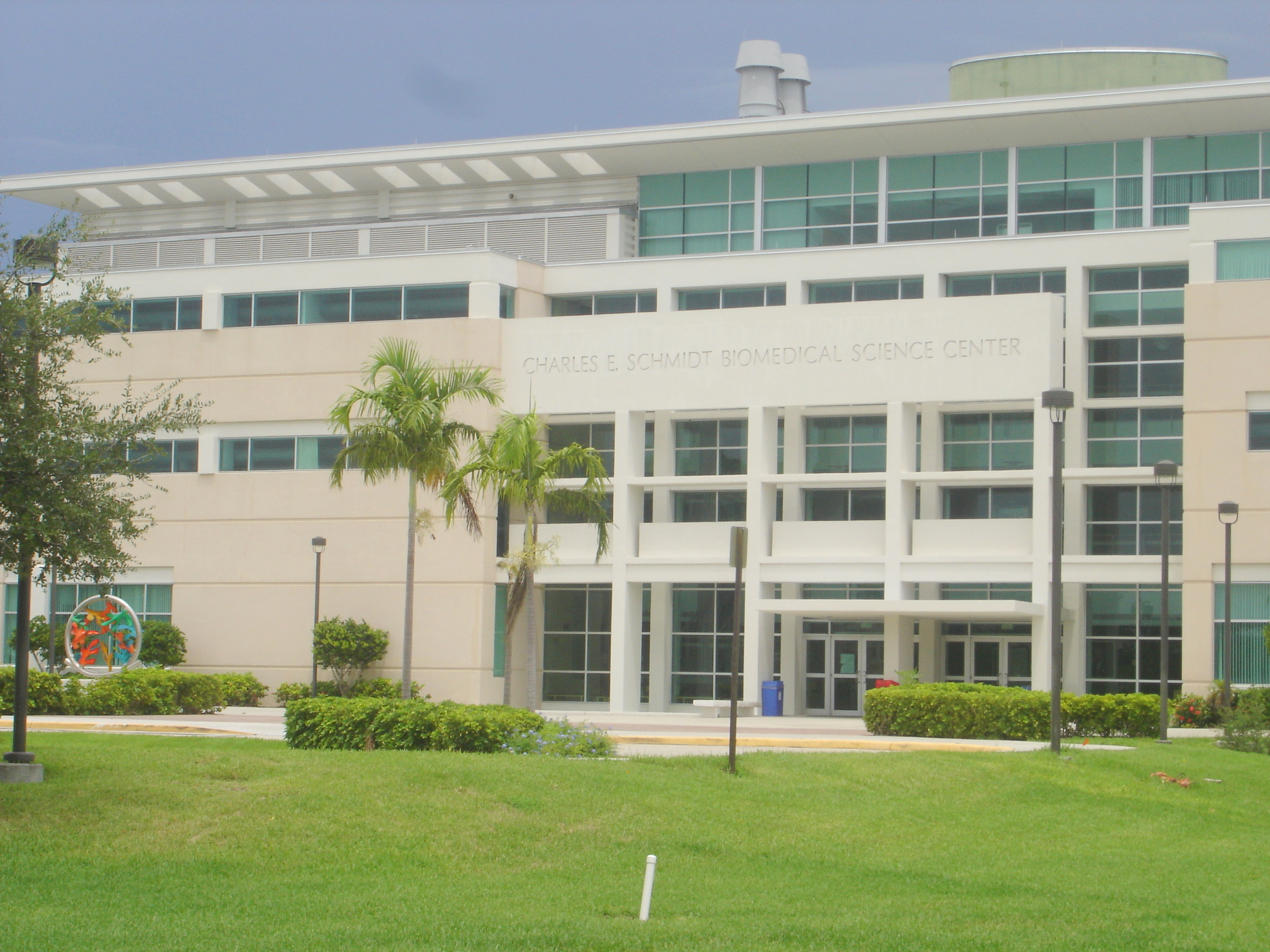
フロリダ・アトランティック大学

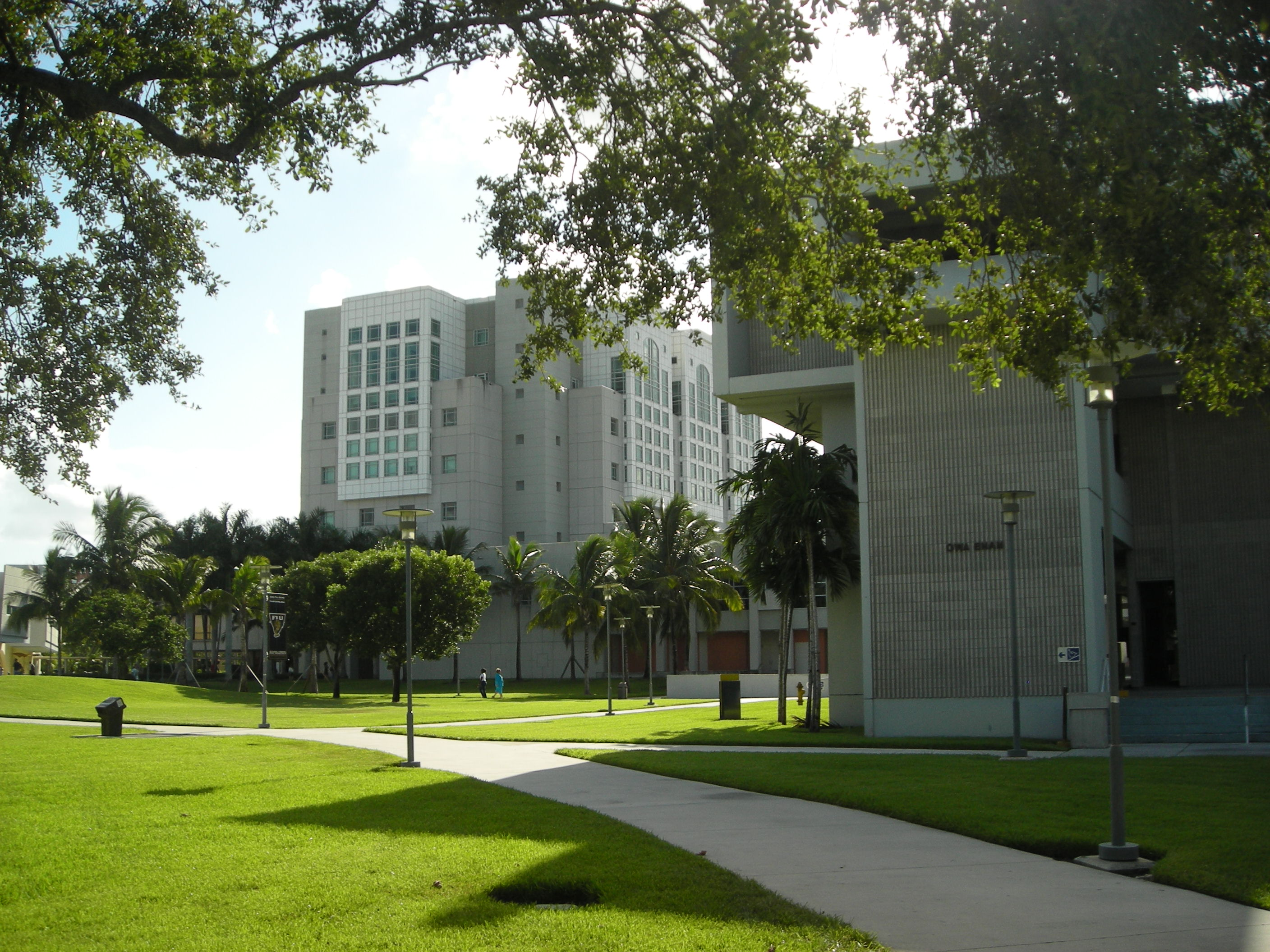
フロリダ国際大学

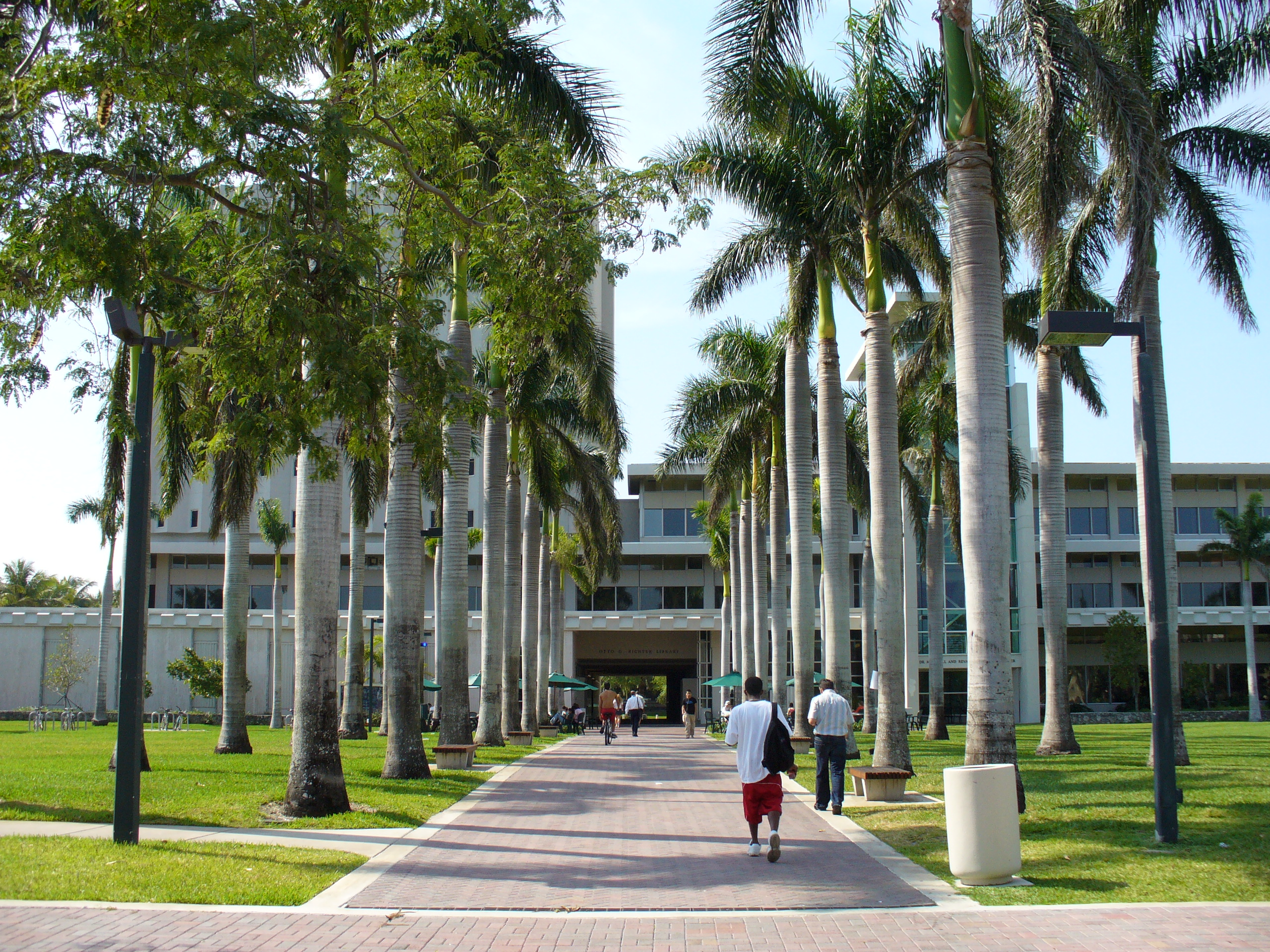
マイアミ大学

2005年時点で、25歳以上の住民の83%は少なくとも高校卒、30%は学士以上の学位を持っていた。16歳から19歳の住民では、7%が落ちこぼれだった。彼らは学校に入学せず、高校を卒業しなかった。2005年、都市圏全体で就学している学生生徒児童数は140万人である。保育園と幼稚園に入園している児童の数は17万人、小学校から高校までの入学者数は87万9千人だった。カレッジあるいは大学の就学者は35万4千人だった。
フロリダ州では、各郡に1つの教育学区がある。各学区は選挙で選ばれる教育委員会が管轄している。教育委員会に指名され、その指示で動く専門職である監督官が各学区の日々の運営を管理している。
マイアミ・デイド郡公共教育学区はアメリカ合衆国の教育学区の中で第4位の規模である。パームビーチ郡教育学区はフロリダ州で第4位、全国で第11位である。ブロワード郡教育学区は全国第6位である。
マイアミ都市圏の高等教育機関
- バリー大学（私立/カトリック）
- ブロワード・カレッジ（公立）
- カルロス・アルビズ大学（私立）
- フロリダ・アトランティック大学（公立）
- フロリダ国際大学（公立）
- フロリダ記念大学（私立）
- ジョンソン&ウェールズ大学（私立）
- ル・コルドン・ブルー・カレッジ・オブ・キュリナリー・アーツ・マイアミ（私立）
- リン大学（私立）
- マイアミ・デイド・カレッジ（公立）
- ノースウッド大学（私立）
- ノバ・サウスイースタン大学（私立）
- パームビーチ・アトランティック大学（私立/クリスチャン）
- パームビーチ州立カレッジ（公立）
- セントトマス大学（私立/カトリック）
- マイアミ大学（私立）

## 交通

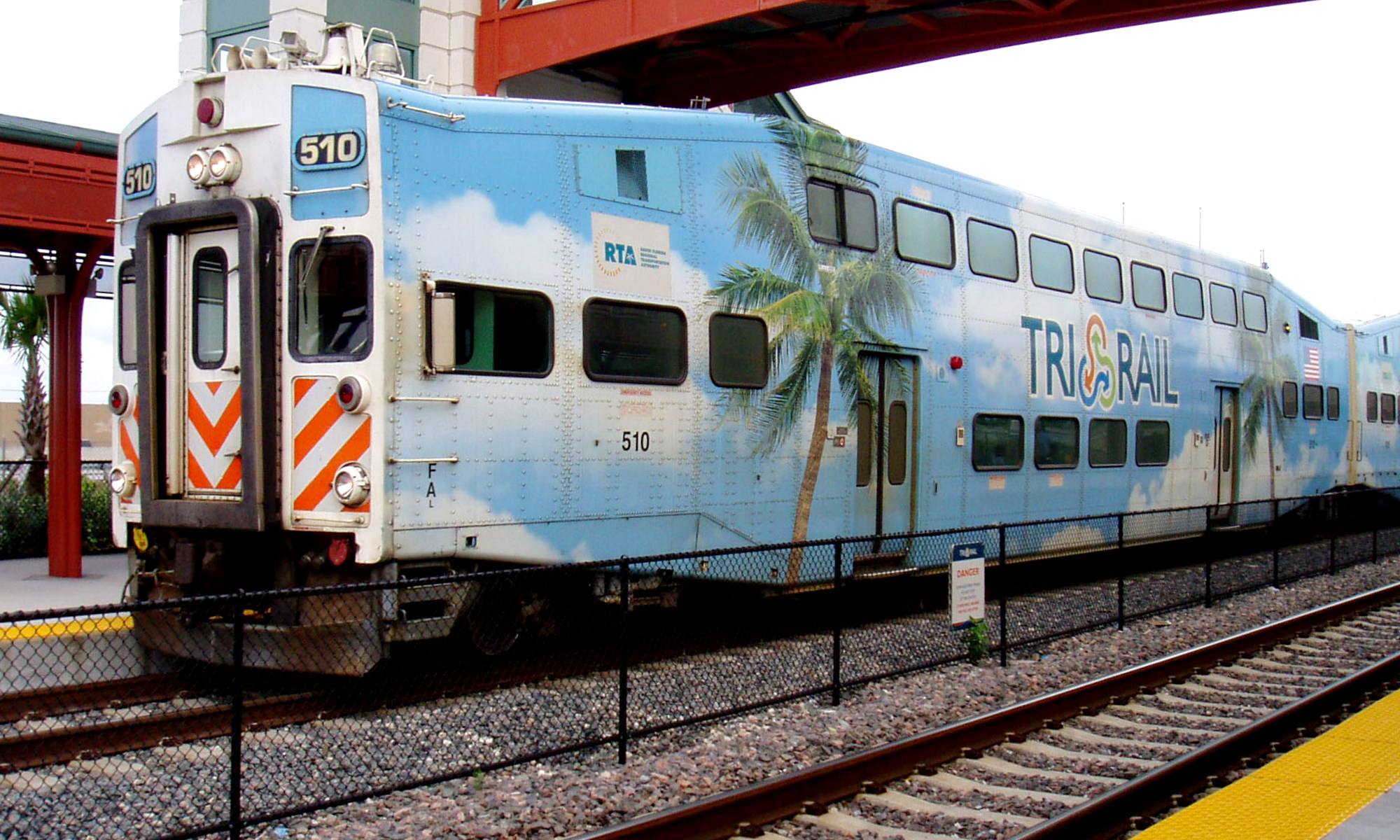
通勤列車 トライレール

### 道路

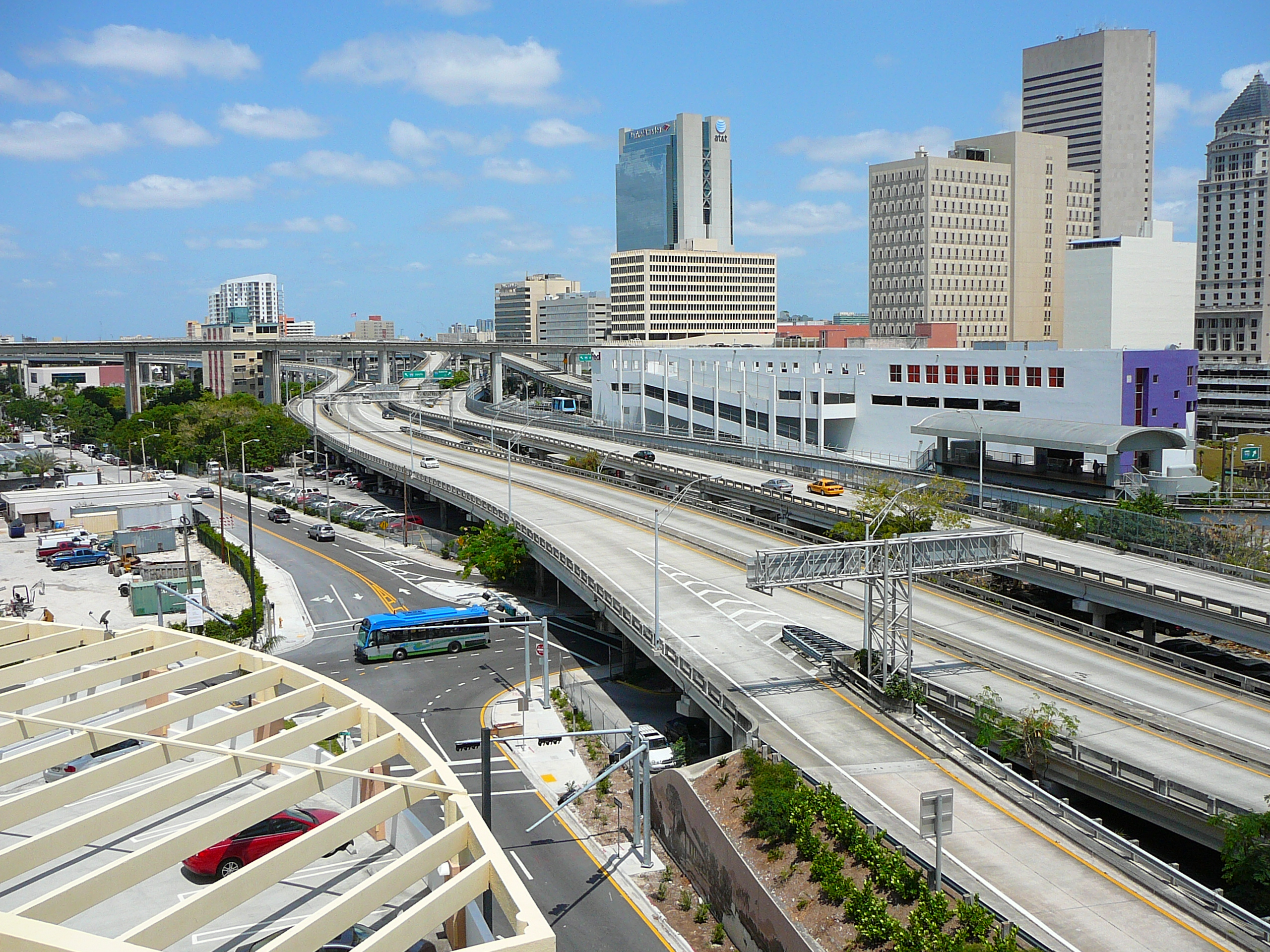
マイアミの都心バイパス

マイアミ都市圏には5本の州間高速道路が通っており、フロリダ州交通省が地元機関と協力して運営している。州間高速道路95号線は海岸沿いに南北に走り、マイアミ中心街のサウス・ディキシー・ハイウェイ（アメリカ国道1号線）のすぐ南で終わる。州間高速道路75号線は東西に走り、ブロワード郡西部から南下し、アリゲーター・アレイを通じて、マイアミ・デイド郡北部郊外とサウスウェスト海岸のネイプルズを繋ぐ。アリゲーター・アレイはフロリダ・エバーグレーズを横断した後に北に転ずる。州間高速道路595号線はブロワード郡の海岸とフォートローダーデール中心街を、州間高速道路75号線やアリゲーター・アレイに繋いでいる。マイアミでは、州間高速道路195号線と同395号線が州間高速道路95号線の本線を東のビスケイン大通り（アメリカ国道1号線）とマイアミビーチに繋いでいる。これはジュリア・タートルとマッカーサー各土手道を経てビスケイン湾を横切る。
マイアミ都市圏では、マイアミ・デイド・イクスプレスウェイ・オーソリティとフロリダズ・ターンパイク・エンタープライズが、フロリダ州交通省との共同でフロリダ州道8本を維持している。エアポート・イクスプレスウェイ（州道112号線）とドルフィン・イクスプレスウェイ（州道836号線）はマイアミ・デイド郡西部郊外と東部都心海岸の州間高速道路95号線、さらにエアポート・インターチェンジで州間高速道路195号線と、ミッドタウン・インターチェンジで同395号線を経由してマイアミビーチと繋いでいる。グラティグニー・パークウェイ（州道924号線）はマイアミ北郊外と州間高速道路75号線の南端を繋いでいる。パルメット・イクスプレスウェイ（州道826号線）は、マイアミ都心部の主要環状路であり、ノースマイアミビーチ北東部近くのゴールデン・グレイズ・インターチェンジで州間高速道路95号線とフロリダズ・ターンパイク（州道91号線）を繋ぎ、ケンドールとパインクレストの南部内陸郊外に至る。ドン・シュラ・イクスプレスウェイ（州道821号線）は環状路の南端を形成し、パルメット・イクスプレスウェイとホームステッドやフロリダシティのベッドタウンとを繋いでいる。スナッパー・クリーク・イクスプレスウェイ（州道878号線）はドン・シュラ・イクスプレスウェイとサウス・ディキシー・ハイウェイ（国道1号線）を繋いでいる。
フォートローダーデールを通る都心部バイパス・イクスプレスウェイはソーグラス・イクスプレスウェイ（州道869号線）であり、州間高速道路95号線でブロワード郡海岸北部と、サンライズのアリゲーター・アレイでディアフィールドと州間高速道路595号線および同75号線を繋いでいる。
- 州間高速道路95号線
- 州間高速道路75号線
- 州間高速道路195号線 /  フロリダ州道112号線（エアポート・イクスプレスウェイ）
- 州間高速道路395号線 /  フロリダ州道836号線（ドルフィン・イクスプレスウェイ）
- 州間高速道路595号線（ポート・エバーグレーズ・イクスプレスウェイ）
- フロリダズ・ターンパイク、ホームステッド延伸部を含む
- フロリダ州道924号線（グラティグニー・パークウェイ）
- フロリダ州道874号線（ドン・シュラ・イクスプレスウェイ）
- フロリダ州道878号線（スナッパー・クリーク・イクスプレスウェイ）
- フロリダ州道869号線（ソーグラス・イクスプレスウェイ）
- フロリダ州道826号線（パルメット・イクスプレスウェイ）

### 空港

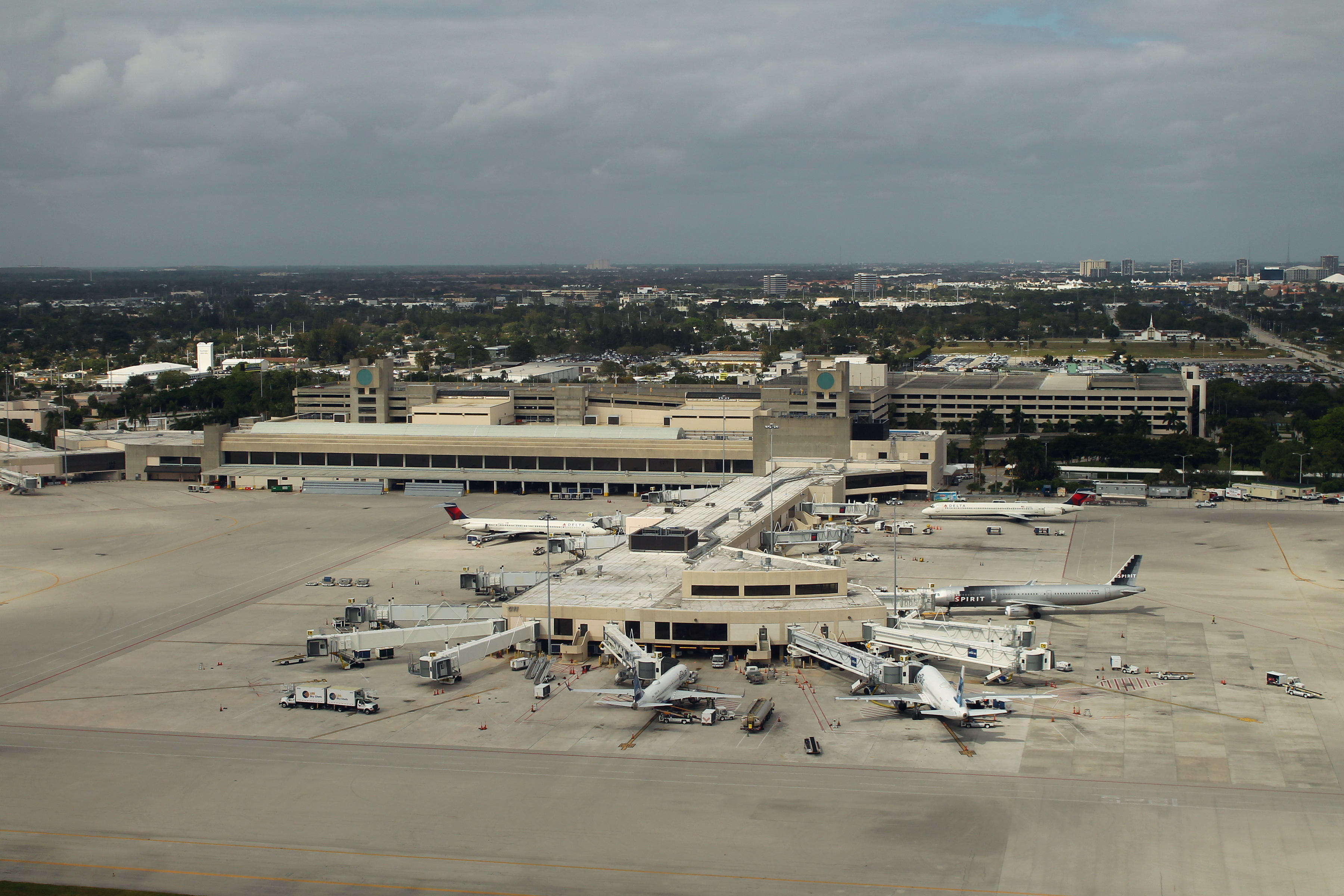
パームビーチ国際空港

マイアミ都市圏には3つの商業空港がある。これらを組み合わせると、アメリカ合衆国内で第5位の国内市場となる。上位に来るのはアトランタ、ニューヨーク、ロサンゼルス、シカゴ各市である。
| 空港                                       | IATA コード | 郡                 | FAA カテゴリー |
| ------------------------------------------ | ----------- | ------------------ | -------------- |
| マイアミ国際空港                           | MIA         | マイアミ・デイド郡 | 大型ハブ空港   |
| フォートローダーデール・ハリウッド国際空港 | FLL         | ブロワード郡       | 大型ハブ空港   |
| パームビーチ国際空港                       | PBI         | パームビーチ郡     | 中型ハブ空港   |

以下の小型空港は一般用途空港である
| 空港                                                   | IATA コード | ICAO コード | 郡                 |
| ------------------------------------------------------ | ----------- | ----------- | ------------------ |
| デイド・コリア訓練・乗り継ぎ空港                       | TNT         | KTNT        | マイアミ・デイド郡 |
| マイアミ・ホームステッド・ジェネラルアビエーション空港 |             |             | マイアミ・デイド郡 |
| ホームステッド合同空軍予備役基地                       | HST         | KHST        | マイアミ・デイド郡 |
| マイアミ・エグゼクティブ空港                           | TMB         | KTMB        | マイアミ・デイド郡 |
| マイアミ・オーパロッカ・エグゼクティブ空港             | OPF         | KOPF        | マイアミ・デイド郡 |
| フォートローダーデール・エグゼクティブ空港             | FXE         | KFXE        | ブロワード郡       |
| ノースペリー空港                                       | HWO         | KHWO        | ブロワード郡       |
| ポンパノビーチ・エアパーク                             | PPM         | KPMP        | ブロワード郡       |
| ボカラトン空港                                         | BCT         | KBCT        | パームビーチ郡     |
| ノースパームビーチ郡ジェネラルアビエーション空港       |             |             | パームビーチ郡     |
| パームビーチ郡パーク空港                               | LNA         | KLNA        | パームビーチ郡     |

### 公共交通

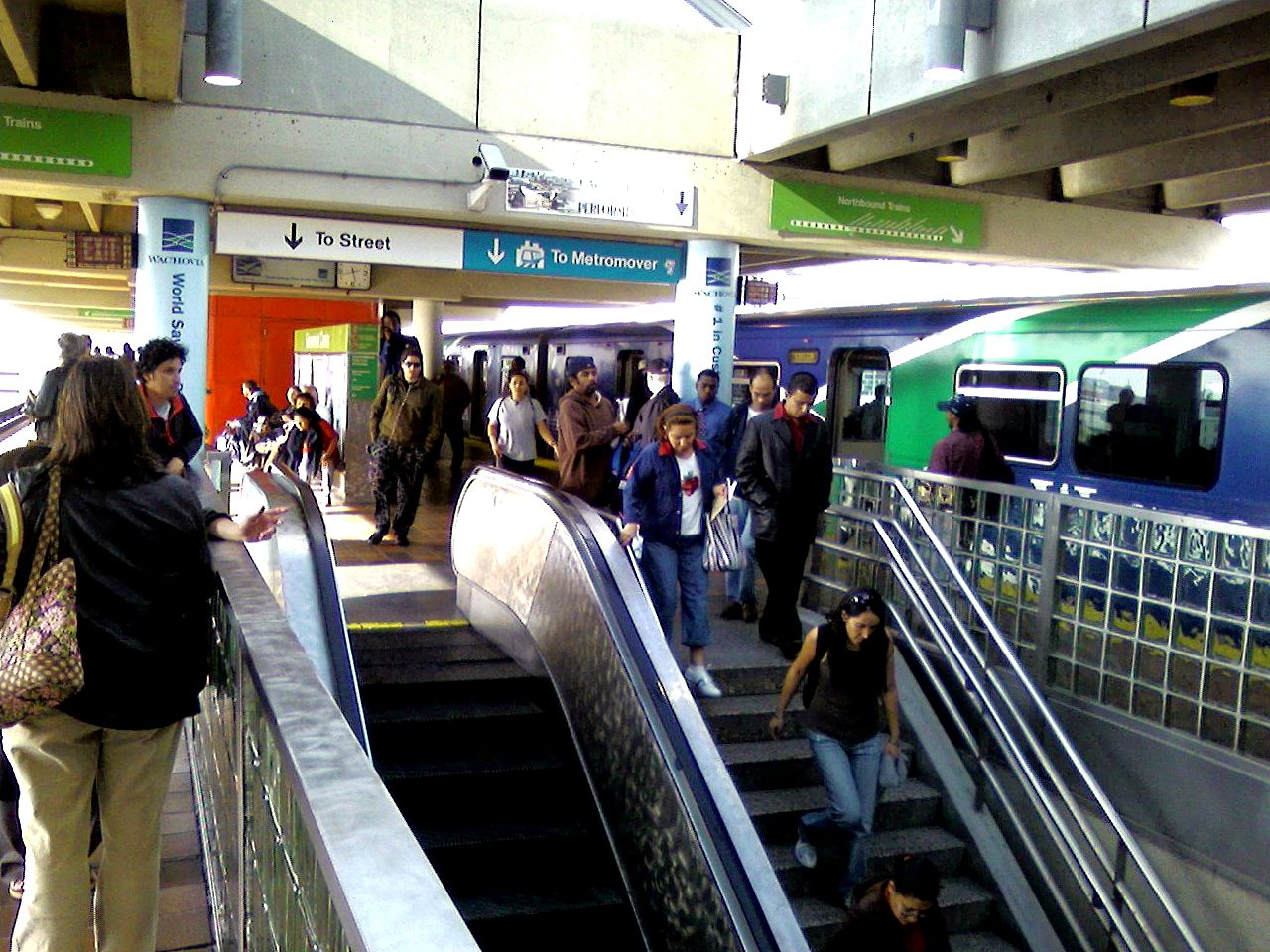
メトロレールのガバメントセンター駅

マイアミ中央駅がマイアミの交通結節点になっている。高速列車ブライトラインと通勤列車トライレールが乗り入れている。
マイアミ・デイド交通局はフロリダ州では最大の公共交通局であり、都市鉄道、新交通システム、路線バスを運行している。メトロレールはフロリダ州では唯一の都市鉄道であり、39.3 kmの路線に23の駅がある。ダウンタウン・マイアミ新交通システムであるメトロムーバーは、中心街のオムニ地区、ダウンタウンの中央、ブリッケルを通る3路線、7.1 kmに20の駅がある。メトロバスはマイアミ・デイド郡の全体と、南のモンロー郡のマラソンまで、北のブロワード郡のフォートローダーデール中心街までのバスを運行している。ブロワード郡ではブロワード郡交通がバスを運行しており、パームビーチ郡ではパームトランがバスを運行している。

### 港湾

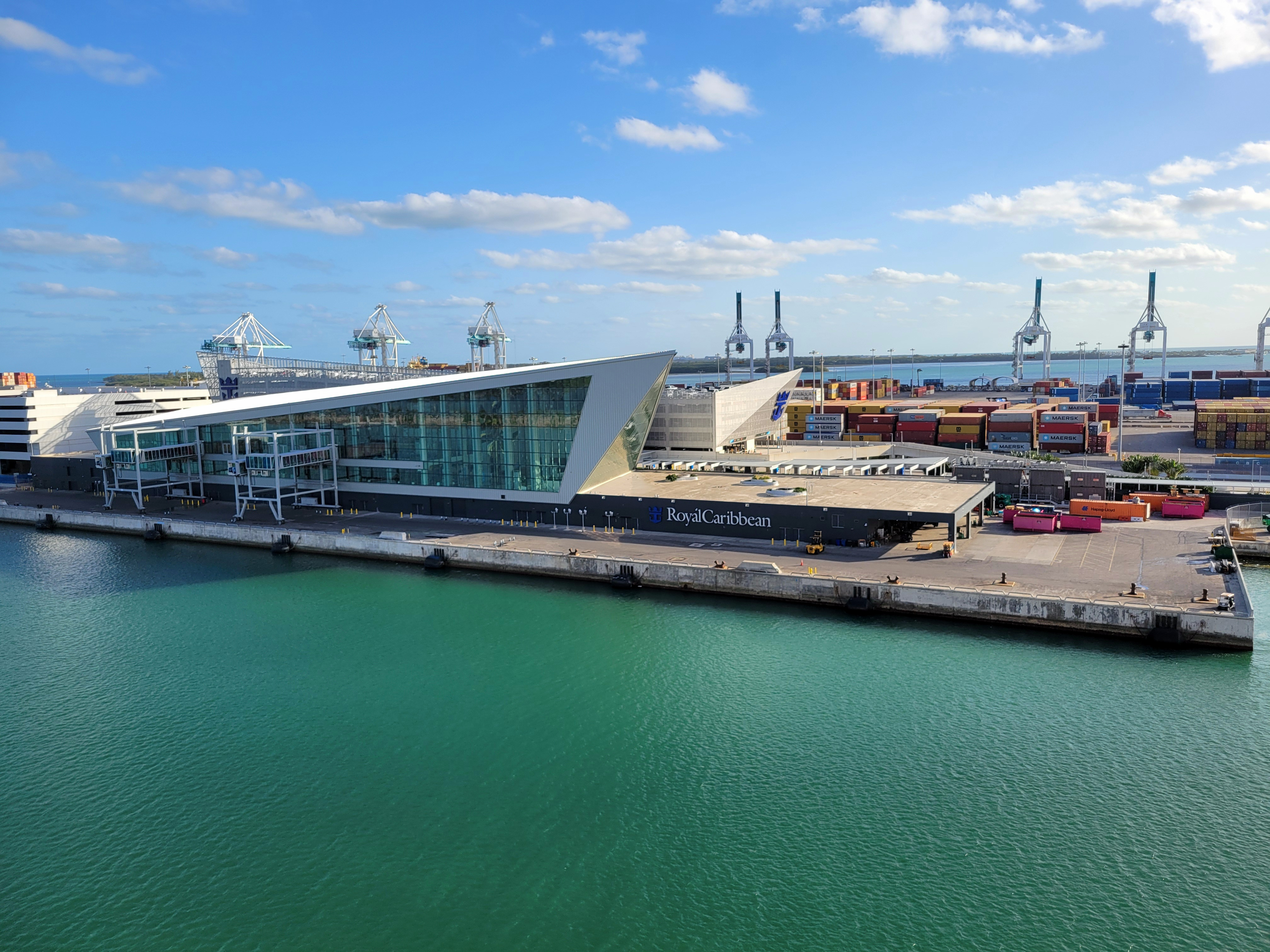
マイアミ港 クルーズターミナルA

マイアミ都市圏には4つの海港があり、その中でも最大で最も重要なものがマイアミ港である。この他にエバーグレーズ港、パームビーチ港、マイアミ川港がある。2012年8月21日、マイアミ港とアメリカ陸軍工兵司令部が、深水深浚渫事業を入札に掛ける共同事業合意書に署名した。この事業ではマイアミ港の既存水路を15.2 - 15.8 m深くしてパナマ運河拡張にそなえるものである。マイアミ港の水深を深くすれば、船舶は経済的に有利に航行でき、信頼でき安全な航路を辿ることができる。マイアミ港はバージニア州ノーフォークより南では国内で唯一、水深50フィート以上の港となる。この事業で直接、間接にフロリダ州に3万以上の就業機会を創設し、次の10年間で貨物交通量を2倍にするという目標を可能にする。

## 気候

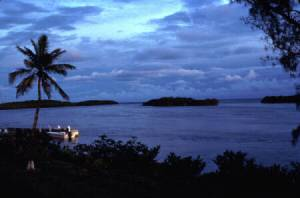
マイアミ・デイド郡にあるビスケーン国立公園

南フロリダ地域は熱帯気候であり、アメリカ合衆国本土48州の中では唯一熱帯に入る州である。さらに細かくは熱帯モンスーン気候（ケッペンの気候区分 Am）である。雨はほとんど夏の間に降り（雨季）、冬は乾燥する（乾季）。暑く湿気た雨季は5月から10月まで続き、日々雷雨が起こり、熱帯低気圧が通過するときは午後遅くに土砂降りとなる。乾季は10月下旬に始まり、4月下旬まで続く。2月から4月が特に乾燥し、山火事や水使用制限が問題になることが多い。寒冷前線が来ると、乾季であってもそこそこの降雨がある。ハリケーンのシーズンはだいたい雨季に一致している。
マイアミ都市圏は標高があまりない海岸線にあることや北回帰線のすぐ上にあることに加え、年間を通じて気候を温和にするメキシコ湾流によって温かく湿気た気候になる。通常の夏日は気温が75°F (24 ℃) を下回らない。気温80°F台後半から90°F台前半 (30–35 °C) に高湿度が伴うが、それが午後の雷雨や大西洋沖で発達する海風で和らげられて気温が低下するが、それでも蒸し暑さが残る。冬季、空気が乾燥し露点が大変低くなることが多い。南フロリダ地域の冬で平均最高気温は75°Fないし77°F (24-25 ℃) だが、日中の最高気温が80°F (27 ℃) 台前半まであがることも稀ではない。最低気温は概して50°F台半ばから60°Fほど(10–15 °C)であり、時には40°F台後半 (7–9 °C) まで下がることもあるが、40 °F (5 °C)を下回ることはめったにない。南フロリダ地域に霜が降りることは無いが、10年間に数度内陸での降霜がある。
ハリケーンのシーズンは、公式には6月1日から11月30日と定義されるが、この期間以外にも発生することがある。南フロリダがハリケーンに襲われやすい時期はカーボベルデ型ハリケーンのシーズンである8月半ばから9月末までである。熱帯の気候で知られるメキシコ湾と大西洋に挟まれる位置にあるために、統計的に世界でも最もハリケーンに襲われやすい。これはバハマ諸島のナッソーやキューバのハバナと同等である。これまでに襲ってきた主要な台風としては、1965年のベッツィ、1992年のアンドリュー、1999年のアイリーン、2005年のカトリーナとウィルマがあった。さらに2000年10月に熱帯低気圧がマイアミを通過したときには記録破りの降雨と洪水を起こした。地元でこの嵐は無名となっていたが、大西洋に入るとレスリーと命名された。

## スポーツ

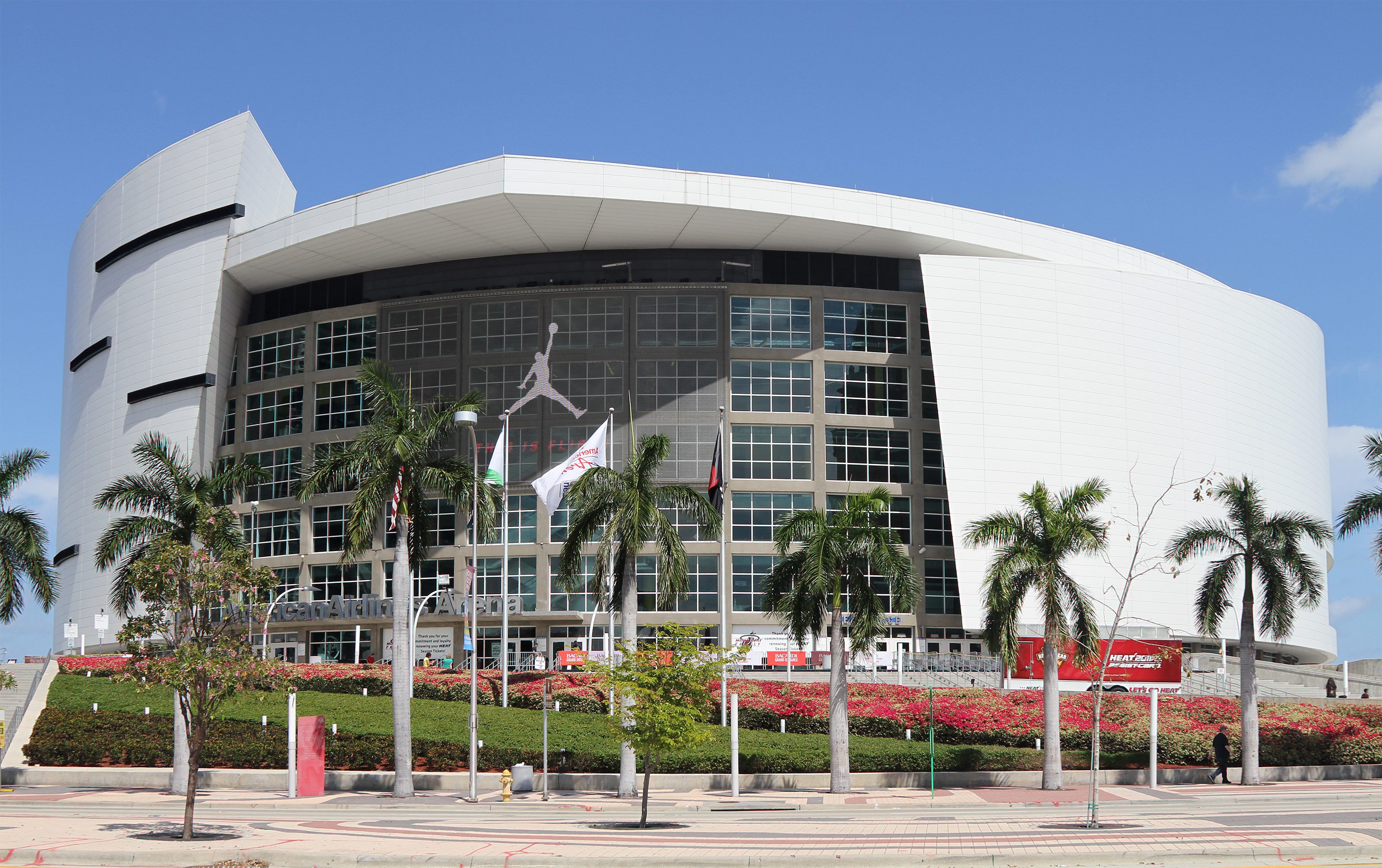
アメリカン・エアラインズ・アリーナ、NBAマイアミ・ヒートの本拠地

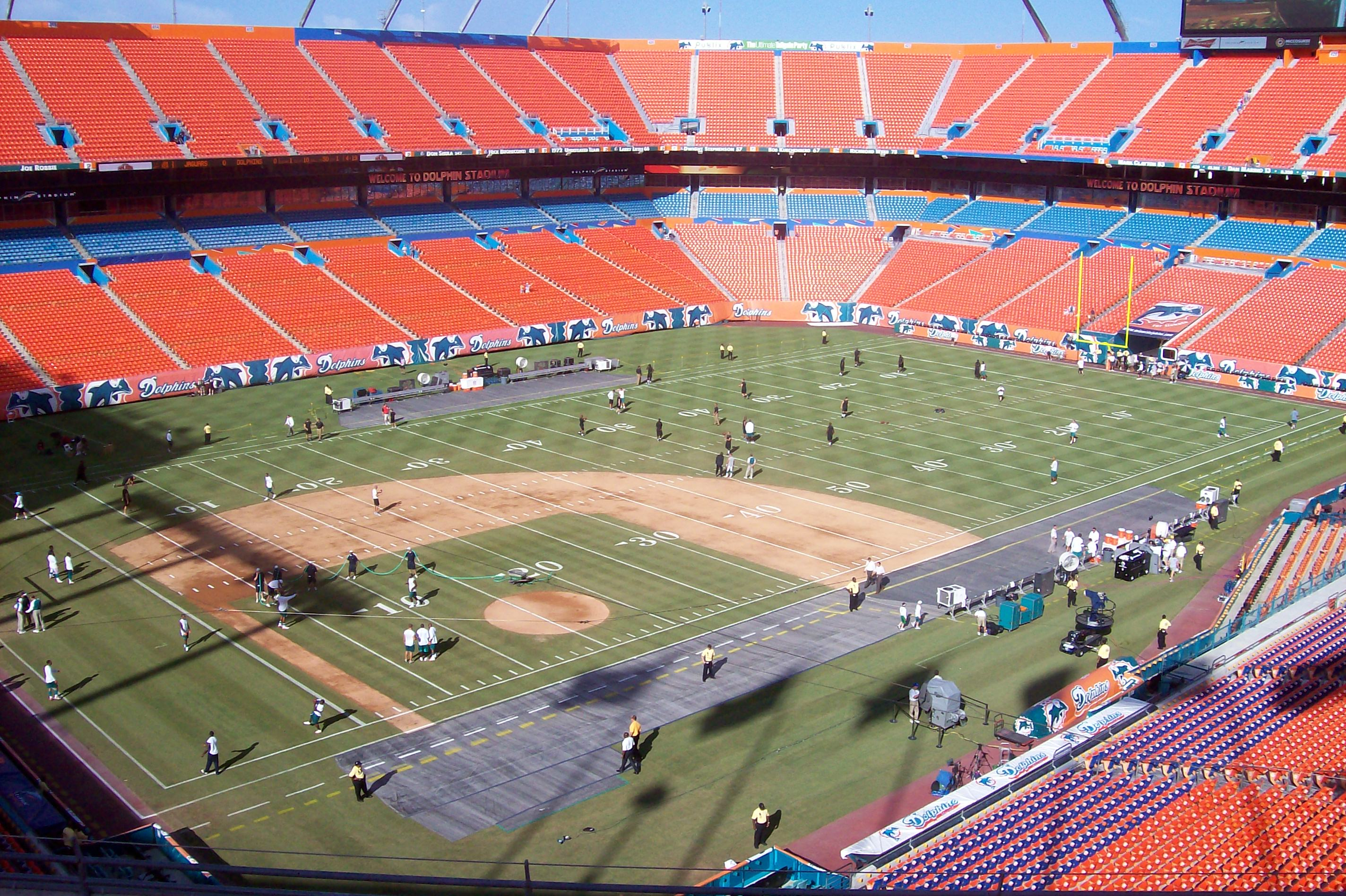
サンライフ・スタジアム、NFLマイアミ・ドルフィンズとマイアミ大学のマイアミ・ハリケーンズの本拠地

- NFLのマイアミ・ドルフィンズがマイアミガーデンズのサンライフ・スタジアムを本拠地にしている
- NBAのマイアミ・ヒートがマイアミ中心街のアメリカン・エアラインズ・アリーナを本拠地にしている
- MLBのマイアミ・マーリンズがリトルハバナのローンデポ・パークを本拠地にしている
- NHLのフロリダ・パンサーズがサンライズのバンクアトランティック・センターを本拠地にしている
- 北米サッカーリーグのフォートローダーデール・ストライカーズがフォートローダーデールのロックハート・スタジアムを本拠地にしている
- MLBのマイアミ・マーリンズやセントルイス・カージナルスはジュピターのロジャー・ディーン・スタジアムでスプリングトレーニングを行っている
- MLBのボルチモア・オリオールズはフォートローダーデールのフォートローダーデール・スタジアムでスプリングトレーニングを行っている
- マイアミ都市圏では大学スポーツのチームも活躍している。バリー大学、フロリダ・アトランティック大学、フロリダ国際大学（FIUスタジアム、FIU アリーナ、FIU ベースボール・スタジアム）、ノバ・サウスイースタン大学、マイアミ大学 (サンライフ・スタジアム、バンクユナイテッド・センター、マーク・ライト・フィールド）がある。
- ホームステッド＝マイアミ・スピードウェイのオーバルコースでは、NASCARスプリントカップ・シリーズやインディカー・シリーズを開催している。マイアミ市の通りでは、チャンプカー・ワールド・シリーズ、IMSA GT、アメリカン・ル・マン・シリーズなどのレースを開催してきた。パームビーチ国際レースウェイはマイナーなレース場である。

## 地方政府

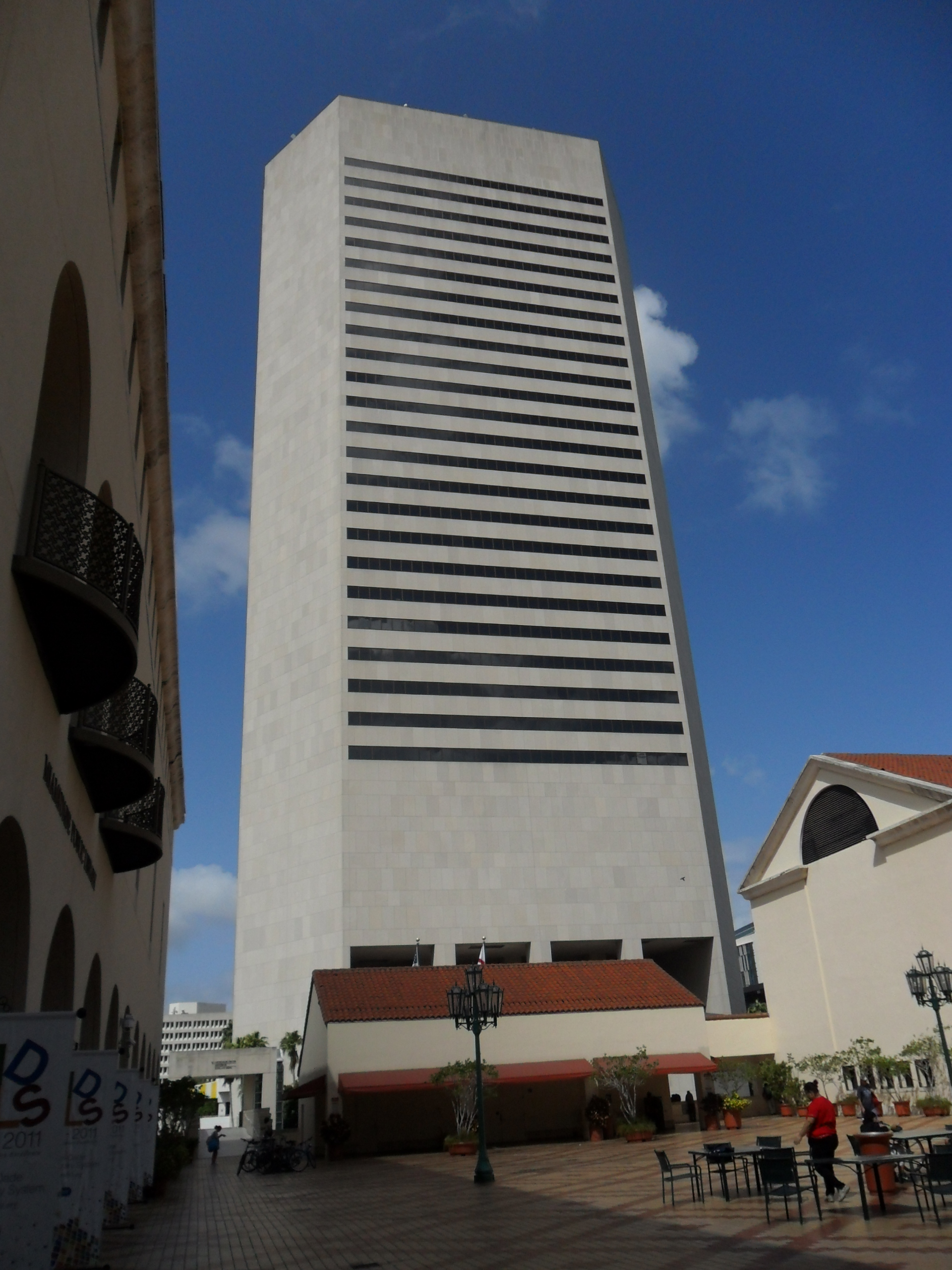
スティーブン・P・クラーク政府会館、マイアミ中心街、マイアミ・デイド郡政府が入っている

マイアミ都市圏は3つの郡が統治している。全体では107の自治体あるいは法人化された場所がある。自治体はそれぞれ市町村政府があるが、市町村の間にはっきりした違いは無い。都市圏の領域の多くが未編入であり、いかなる自治体にも属さないので、郡が直接統治している。

### 連邦政府への代表
マイアミ都市圏はアメリカ合衆国下院で、フロリダ州第18、第20から第27の9選挙区に入っている。クック投票動向指数では第18、第25、第26、第27の4区が共和党寄りであり、第25区が共和党+4と最も強い。一方他の5区は民主党寄りであり、第24区が民主党+34と国内でも9番目に民主党支持が高い区になっている。

## メディア

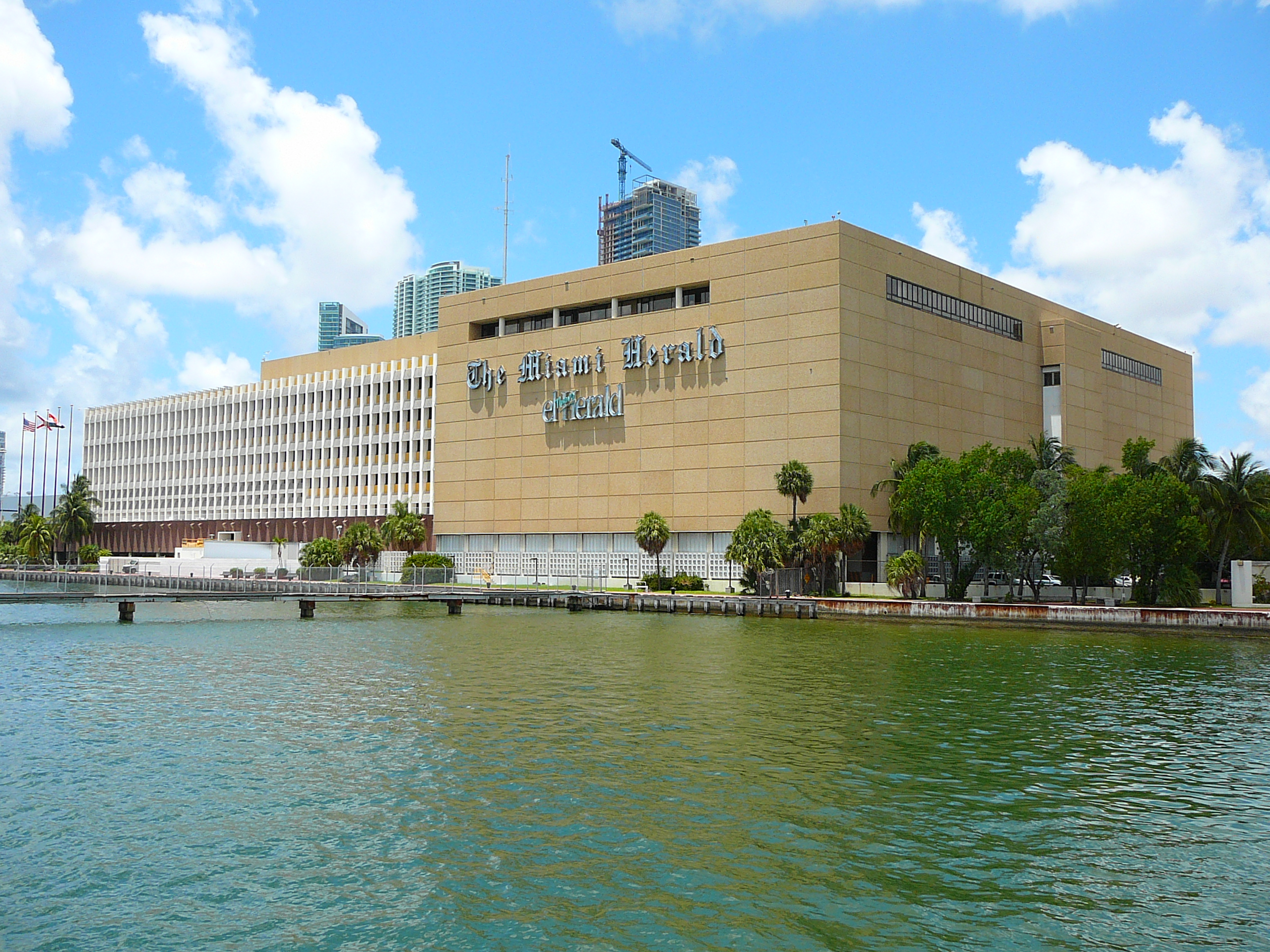
マイアミ中心街にある元「マイアミ・ヘラルド」本社。南フロリダでは最大の新聞である

マイアミ都市圏では英語新聞数紙とスペイン語新聞2紙が発行されている。「マイアミ・ヘラルド」はマイアミ中心街に本社があり、購読者数が100万人を超える主要紙である。ブロワード郡、モンロー郡、バハマのナッソーにも新しい支局がある。「サウスフロリダ・サン・センティネル」はおもにブロワード郡とパームビーチ郡南部で購読され、キューバのハバナにも支局がある。「パームビーチ・ポスト」は主にパームビーチ郡の特に中央部と北部、さらにトレジャー海岸で購読されている。「ボカラトン・ニューズ」は週5日発行され、パームビーチ郡南部で購読されている。「エル・ヌエボ・ヘラルド」は「マイアミ・ヘラルド」の子会社であり、また「ディアリオ・ラス・アメリカス」と共に、主にマイアミ・デイド郡で購読されるスペイン語紙である。「ラ・パルマ」と「エル・センティネル」はそれぞれパームビーチ・ポストとサン・センティネルが発行するスペイン語週刊紙である。英語版と同じ領域で配布されている。
テレビとラジオの市場では、マイアミ・デイド郡とフロリダ・キーズを対象にするマイアミ・フォートローダーデール市場と、パームビーチ郡とトレジャー海岸を対象にする西パームビーチ市場がある。マイアミ・フォートローダーデール市場は全米のラジオで第12位、テレビで第17位の市場である。西パームビーチ市場は全米のラジオで第49位、テレビで第38位の市場である。両市場は互いに交わっており、双方の地域からの受信も可能である。